# Kryzys wokół Trybunału Konstytucyjnego w Polsce

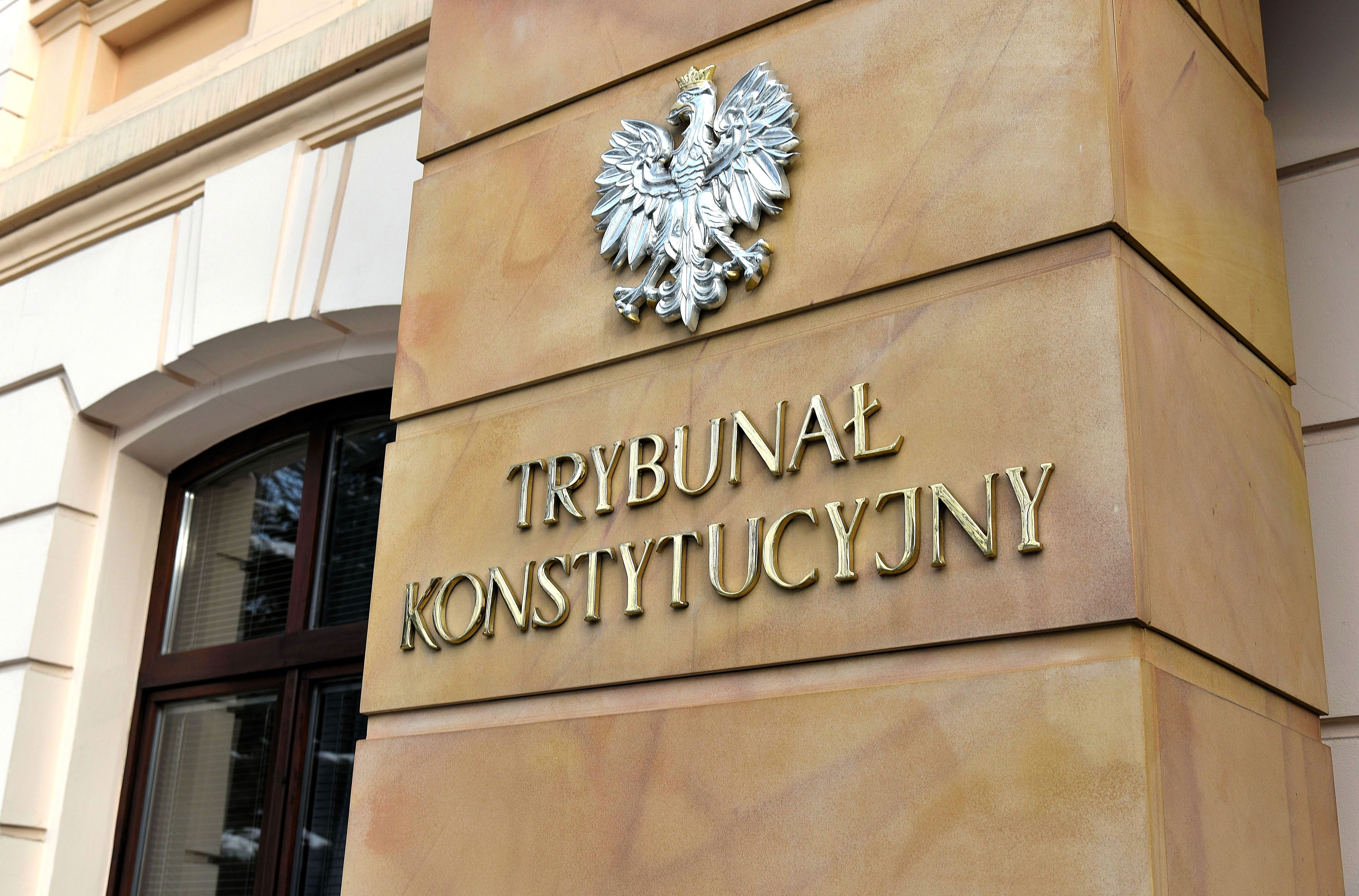
Wejście do siedziby Trybunału Konstytucyjnego w Warszawie

Kryzys wokół Trybunału Konstytucyjnego w Polsce – kryzys ustrojowy, który rozpoczął się w 2015 wyborem pięciu sędziów do Trybunału Konstytucyjnego (TK) przez posłów Sejmu VII kadencji.
Początkiem kryzysu było naruszenie ładu konstytucyjnego w Polsce, poprzez zmianę ustawy i powołanie sędziów „na zapas” − Sejm wybrał do Trybunału nie tylko trzech sędziów na stanowiska, które opróżniały się pod koniec jego kadencji, lecz także dwóch sędziów na dwa stanowiska, które opróżniały się już po zakończeniu tej kadencji. Zdaniem polityków partii Prawo i Sprawiedliwość miało to na celu utrzymanie przez Platformę Obywatelską kontroli nad personalnym składem TK na wypadek przegranej w wyborach do Sejmu VIII kadencji, na co wskazywały wstępne sondaże. Według PO wybór sędziów „na zapas” miał zapobiec sytuacji, w której nowy parlament nie zdążyłby z wyborem nowych sędziów i kadencje 5 sędziów − czyli jednej trzeciej składu TK − straciłyby ciągłość. Klub PiS nazwał ten wybór „psuciem państwa”. Politycy PiS oceniali również, że PO zmierzała do „zawłaszczenia Trybunału”.
Kolejnym etapem był wybór przez posłów Sejmu VIII kadencji pięciu sędziów Trybunału Konstytucyjnego (TK) (dwóch na stanowiska bezprawnie obsadzone przez Sejm poprzedniej kadencji oraz trzech na stanowiska poprawnie obsadzone przez Sejm poprzedniej kadencji; ta trójka i ich następcy są określani jako „dublerzy”) oraz uchwalenie w okresie od listopada 2015 do grudnia 2016 sześciu ustaw dotyczących TK i przygotowanych przez Prawo i Sprawiedliwość. Wg PiS ustawy miały unormować sytuację zaistniałą po podwójnym wyborze nowej części składu sędziowskiego. 3 grudnia 2015 Trybunał Konstytucyjny orzekł, że wybór trzech z pięciu sędziów był legalny, a prezydent ma obowiązek niezwłocznie przyjąć ich ślubowanie. W marcu 2016 premier Beata Szydło, wg ekspertów oraz części opinii publicznej nie stosując się do zapisów art. 190 ust. 2 Konstytucji, odmówiła publikacji w Dzienniku Ustaw wyroku dotyczącego ustawy o TK, a także dalszych wyroków, co poskutkowało stałym wstrzymaniem promulgacji wyroków Trybunału. W konsekwencji doszło do zaistnienia w Polsce dualizmu prawnego (np. Naczelny Sąd Administracyjny w wyroku z sierpnia 2016 zastosował nieopublikowany wówczas wyrok TK z czerwca 2016). 16 sierpnia 2016 rząd Beaty Szydło opublikował 21 zaległych orzeczeń Trybunału Konstytucyjnego, jednak dwa wyroki pozostały nieopublikowane. 29 grudnia 2016 w Dzienniku Ustaw opublikowano 15 zaległych orzeczeń TK wydanych między 27 września a 13 grudnia, jednak trzy orzeczenia pozostały nieopublikowane. Publikacja pozostałych trzech orzeczeń TK nastąpiła 5 czerwca 2018. W czasie między wydaniem orzeczenia TK, a jego publikacją, korzystając z ustaw uznanych w orzeczeniu za niezgodne z konstytucją, sędzią trybunału została m.in. Julia Przyłębska, późniejsza prezes Trybunału.
Komisja Wenecka jako organ doradczy Rady Europy w marcu 2016 w opinii stwierdzała m.in. że „konflikt wokół TK ma swoje źródło w działaniach Sejmu poprzedniej kadencji”. Działania Sejmu VII i VIII kadencji są bowiem odrębnymi zdarzeniami, wg kolejności chronologicznej, o odrębnej logice, choć merytorycznie odnoszącymi się do jednej kwestii, jaka jest wybór sędziów TK. Komisja Wenecka stwierdziła, że „ poprzednia, jak i obecna większość sejmowa podejmowały niekonstytucyjne działania”, „nowelizacja ustawy o TK z 22 grudnia 2015 stanowi zagrożenie dla rządów prawa i funkcjonowania demokracji, a rozwiązania prawne w niej przyjęte grożą spowolnieniem i paraliżem Trybunału” oraz że „TK miał prawo zbadać nowelizację bez stosowania przepisów podlegających ocenie zgodności z Konstytucją”. PiS nie wycofał się z działań uznanych przez Komisję za niekonstytucyjne, a jednocześnie ignorował skutki tych podjętych przez poprzedni Sejm.
W trakcie trwania kryzysu doszło do licznych manifestacji zwolenników i przeciwników zmian w TK. Kryzys był jednym z powodów powstania Komitetu Obrony Demokracji. Mimo licznych deklaracji woli porozumienia uczestników sceny politycznej, kryzys nie został definitywnie rozwiązany, a wątpliwości co do ważności wyroków wydawanych przez wyłoniony w trakcie kryzysu nowy skład Trybunału pozostają przedmiotem dyskusji politycznej i prawniczej.
Zmiany wprowadzone przez Sejm VIII kadencji z większością parlamentarną tworzoną przez klub Prawa i Sprawiedliwości były szeroko komentowane przez przedstawicieli innych państw i organizacji międzynarodowych. Krytykę wobec zmian w Trybunale wyrażały m.in. opozycja parlamentarna, instytucje Unii Europejskiej, Rady Europy, Rzecznik Praw Obywatelskich, duża część polskiego środowiska akademickiego oraz środowiska adwokackie i sędziowskie. Wśród głównych zarzutów formułowanych przez krytyków były m.in. niekonstytucyjny tryb wyboru części sędziów, niekonstytucyjny tryb zaprzysięgania sędziów przez prezydenta Andrzeja Dudę, brak gwarancji bezstronności orzekających mogący wynikać z czynników politycznych, niekonstytucyjność decyzji o braku publikacji wyroków Trybunału Konstytucyjnego.

W badaniach polskiej opinii publicznej część respondentów uznawała, że działania partii rządzącej wobec Trybunału Konstytucyjnego naruszają standardy demokracji.
W obliczu – wedle swojej oceny – braku zażegnania kryzysu, w grudniu 2017 Komisja Europejska zawnioskowała do Rady Unii Europejskiej o stwierdzenie istnienia „wyraźnego ryzyka poważnego naruszenia zasady praworządności” w Polsce na podstawie art. 7 Traktatu o Unii Europejskiej. W marcu 2018 Parlament Europejski przyjął rezolucję w sprawie sytuacji w Polsce, w której poparł Komisję w kwestii uruchomienia art. 7 wobec Polski. Zastosowanie tego artykułu mogłoby wiązać się z nałożeniem określonych sankcji – zawieszenia niektórych praw wynikających z członkostwa w UE, włącznie z zawieszeniem prawa do głosowania przedstawiciela rządu polskiego w Radzie Unii Europejskiej.
Według konstytucjonalisty z Uniwersytetu Jagiellońskiego Macieja Pacha, po 19 grudnia 2016 roku (gdy zakończyła się kadencja Andrzeja Rzeplińskiego jako sędziego i jednocześnie prezesa Trybunału Konstytucyjnego) „nastąpiła zmiana pozycji ustrojowej Trybunału Konstytucyjnego”, który „z niezależnego organu władzy sądowniczej, odpowiedzialnego przede wszystkim za kontrolę hierarchicznej zgodności norm, na czele ze zgodnością z Konstytucją RP, stał się organem wspierającym piastunów władzy ustawodawczej i wykonawczej”, tj. Zjednoczoną Prawicę z Prawem i Sprawiedliwością na czele, a po przejęciu w 2023 roku władzy ustawodawczej i wykonawczej przez tzw. Koalicję 15 października (składającą się z Koalicji Obywatelskiej, Polski 2050, Polskiego Stronnictwa Ludowego i Nowej Lewicy) „wspiera opozycję tworzoną przez PiS”. Pach ocenił, że po „19 grudnia 2016 r. TK w Polsce stał się organem quasi-partyjnym. Nie ma to nic wspólnego z jego konstytucyjną charakterystyką i jest przejawem jego najgłębszego upadku”. Według niego i innych prawników w wyniku rażących naruszeń konstytucji i ustawy w procedurze powoływania prezesa TK w grudniu 2016 do powołania Julii Przyłębskiej na stanowisko Prezesa TK nie doszło. Naruszenia te polegały na:
- pominięciu roli wiceprezesa TK przy zwołaniu Zgromadzenia Ogólnego Sędziów TK (ZO) na rzecz nieumocowanego konstytucyjnie "sędziego pełniącego obowiązki prezesa TK"[9];
- wzięciu udziału w głosowaniu nad kandydatami na prezesa TK przez 3 osoby niebędące sędziami TK: Henryka Ciocha, Lecha Morawskiego i Mariusza Muszyńskiego, którzy zostali wybrani na miejsca już zajęte (por. wyroki TK: K 34/15 i K 35/15)[9];
- poparciu kandydatów na prezesa TK nie przez większość sędziów tworzących ZO (przynajmniej ośmiu), co sprzeciwia się art. 194 ust. 2 Konstytucji RP, który nie dopuszcza kandydatów mniejszości[9];
- nieobecności na posiedzeniu ZO Stanisława Rymara, wbrew art. 21 ust. 2 ustawy z dnia 13 grudnia 2016 r. Przepisy wprowadzające ustawę o organizacji i trybie postępowania przed Trybunałem Konstytucyjnym oraz ustawę o statusie sędziów Trybunału Konstytucyjnego (Dz.U. z 2016 r. poz. 2074), zgodnie z którym w posiedzeniu powinni uczestniczyć sędziowie TK, którzy złożyli ślubowanie wobec prezydenta[9];
- braku odrębnego głosowania nad uchwałą o przedstawieniu prezydentowi określonych osób jako kandydatów na prezesa TK, wbrew art. 21 ust. 8 Przepisów wprowadzających[9].

Takie same argumenty z tą samą konkluzją przedstawił zespół ekspertów prawnych przy okazji oceny orzeczenia TK z 22 października 2020 r. zapadłego w sprawie o sygn. K 1/20.
Według raportu Fundacji im. Stefana Batorego i Archiwum Osiatyńskiego Julia Przyłębska wielokrotnie łamała prawo, manipulując składami orzekającymi TK.

## Przebieg

### Podwójny wybór sędziów

#### Wybór sędziów przez Sejm VII kadencji
Na swoim ostatnim posiedzeniu 8 października 2015, Sejm VII kadencji wybrał Romana Hausera, Krzysztofa Ślebzaka, Andrzeja Jakubeckiego (z kadencjami od 7 listopada 2015), Bronisława Sitka i Andrzeja Sokalę (z kadencjami odpowiednio od 3 i 9 grudnia 2015) na sędziów Trybunału Konstytucyjnego. Mieli oni zastąpić pięciu sędziów, których kadencje kończyły się 6 listopada oraz 2 i 8 grudnia 2015. Wyboru dokonano w oparciu o nową ustawę o Trybunale Konstytucyjnym z 25 czerwca 2015, która zezwalała m.in. na wybór dwóch sędziów, których kadencje miały rozpocząć się już po ukonstytuowaniu się nowego Sejmu po wyborach parlamentarnych z 25 października 2015. Według posłów Platformy Obywatelskiej celem tej regulacji było zapobieżenie sytuacji, w której Sejm VIII kadencji mógłby nie zdążyć z wyborem nowych sędziów i kadencje straciłyby ciągłość. Według  posłów PiS celem wybrania nowych sędziów był jedynie „skok na TK”.
Prezydent Andrzej Duda, pomimo wiążącego go wyroku Trybunału Konstytucyjnego z dnia 3 grudnia 2015, nie odebrał przyrzeczenia od żadnej z wybranych przez Sejm VII kadencji osób.
23 października posłowie PiS zaskarżyli ustawę do Trybunału Konstytucyjnego, ale 10 listopada wycofali swój wniosek. 17 listopada 2015 posłowie PO i PSL złożyli własny wniosek o zbadanie zgodności ustawy z konstytucją. Był on podobny do wniosku, który 10 listopada wycofali posłowie PiS.

#### Nowelizacja ustawy o TK z 19 listopada 2015
19 listopada 2015 Sejm VIII kadencji uchwalił nowelizację ustawy o TK, która przewidywała m.in. powtórny wybór sędziów oraz wprowadzenie kadencyjności funkcji prezesa i wiceprezesa TK, a także wygaśnięcie kadencji pełniących w tym czasie te funkcje Andrzeja Rzeplińskiego i Stanisława Biernata. Ustawa została uchwalona przez parlament i następnie podpisana przez prezydenta w ciągu tygodnia od wpłynięcia projektu do Sejmu. Tempo prac legislacyjnych zostało skrytykowane m.in. przez Krajową Radę Sądownictwa. Niezwłocznie po podpisaniu ustawy przez prezydenta, ogłoszono ją w Dzienniku Ustaw z 20 listopada 2015. Ustawa została zaskarżona do Trybunału Konstytucyjnego przez posłów PO, Rzecznika Praw Obywatelskich, Krajową Radę Sądownictwa i Pierwszego Prezesa Sądu Najwyższego.

#### Wybór sędziów przez Sejm VIII kadencji
25 listopada Sejm głosami posłów PiS i Kukiz’15 podjął pięć uchwał „w sprawie stwierdzenia braku mocy prawnej” uchwał o wyborze pięciu sędziów TK przez Sejm poprzedniej kadencji. W każdej z nich zwrócił się także do prezydenta o powstrzymanie się od odbioru ślubowania od sędziego wybranego 8 października. Uzasadniając projekty uchwał, Stanisław Piotrowicz podkreślił, że Sejm VII kadencji działając w sprawie wyboru sędziów dopuścił się szeregu uchybień proceduralnych, które należy naprawić, a przyjęcie uchwał nie tylko konwaliduje („uzdrawia”) cały proces powoływania sędziów TK, ale też przerwie trudną sytuację braku obsady pięciu stanowisk sędziowskich. Podkreślił także, że wyborcy do reformowania kraju dali legitymację Prawu i Sprawiedliwości, a „Trybunał Konstytucyjny w mniemaniu posłów Platformy Obywatelskiej miał być organem, który reformowanie kraju uniemożliwi, do czego nie można dopuścić”. W głosowaniu nie wzięli udziału posłowie Platformy Obywatelskiej (poza Tomaszem Lenzem, który głosował przeciw).
26 listopada 2015 Sejm wprowadził poprawkę do art. 30 Regulaminu Sejmu, regulującego tryb składania wniosków w sprawie wyboru lub powołania przez Sejm osób na stanowiska państwowe. Zgodnie z przedstawionym uzasadnieniem jej celem było uregulowanie sytuacji nadzwyczajnych m.in. powstania wakatu na stanowisku sędziego TK z powodu niezłożenia ślubowania, rezygnacji z dalszego postępowania w sprawie wyboru lub śmierci.
30 listopada Trybunał Konstytucyjny na podstawie Kodeksu postępowania cywilnego wydał jednogłośnie postanowienie o zabezpieczeniu wniosku grupy posłów PO, wzywając Sejm do powstrzymania się od dokonywania czynności zmierzających do wyboru sędziów Trybunału Konstytucyjnego do czasu wydania przez Trybunał ostatecznego orzeczenia w sprawie K 34/15 dotyczącej zgodności z Konstytucją Rzeczypospolitej Polskiej niektórych przepisów ustawy z 25 czerwca 2015 o Trybunale Konstytucyjnym. Sejm nie zastosował się do tego postanowienia.
2 grudnia 2015 Sejm VIII kadencji podjął uchwały o wyborze Henryka Ciocha, Lecha Morawskiego, Mariusza Muszyńskiego, Piotra Pszczółkowskiego i Julii Przyłębskiej na sędziów TK. Posłowie PiS, powołując się na ekspertyzy Bogusława Banaszaka, politologa Jarosława Szymanka i Bogumiła Szmulika znajdujące się w posiadaniu Prezydium Sejmu, argumentowali, że wybór sędziów i uchwały podjęte przez Sejm poprzedniej kadencji zostały podjęte z naruszeniem prawa i w związku z tym są nieważne. Wskazywali także na próbę zawłaszczenia Trybunału przez Platformę Obywatelską, która ich zdaniem starała się zablokować zmiany w składzie TK, aby utrudnić reformy planowane przez nowy rząd. Wcześniej, 1 grudnia, Komisja Sprawiedliwości i Praw Człowieka pozytywnie zaopiniowała wszystkie kandydatury. Przewodniczący komisji Stanisław Piotrowicz nie dopuścił posłów opozycji do dyskusji, nie doszło także do przesłuchania kandydatów.
Uchwały o powołaniu pięciu nowych sędziów zostały opublikowane w Monitorze Polskim 2 grudnia 2015 wieczorem, ok. 2 godziny po zakończeniu głosowań przez Sejm. W uchwałach o wyborze Henryka Ciocha, Lecha Morawskiego i Mariusza Muszyńskiego Sejm nie określił początku ich kadencji, w przypadku Piotra Pszczółkowskiego i Julii Przyłębskiej ich kadencje w tych uchwałach określono odpowiednio na 3 i 9 grudnia 2015.
Prezydent Andrzej Duda odebrał ślubowanie od pierwszych czterech osób o godz. 00:15 w nocy z 2 na 3 grudnia 2015, a od ostatniej z nich 9 grudnia 2015.
3 grudnia czterej zaprzysiężeni przez prezydenta sędziowie w asyście funkcjonariuszy Biura Ochrony Rządu weszli do siedziby Trybunału Konstytucyjnego w alei J.Ch. Szucha 12a. Zostali wpuszczeni przez straż, a prezes TK Andrzej Rzepliński przydzielił im pokoje. W przypadku "dublerów" podjął jednocześnie decyzję, że do czasu wyjaśnienia, czy ich wybór nie nastąpił z naruszeniem prawa, nie będą mieli przydzielanych spraw.
Postanowieniem z 7 stycznia 2016 Trybunał Konstytucyjny umorzył, wszczęte na wniosek posłów PO, postępowanie dotyczące pięciu uchwał Sejmu VIII kadencji z 25 listopada 2015 w sprawie stwierdzenia braku mocy prawnej uchwał o wyborze pięciu sędziów TK przez Sejm poprzedniej kadencji oraz pięciu uchwał z 2 grudnia o wyborze na ich miejsce nowych pięciu sędziów. Trybunał uznał, że uchwały Sejmu nie są aktami normatywnymi, tj. nie są wymienione w Konstytucji jako źródło prawa i nie ustanawiają norm prawnych, stąd ich badanie nie znajduje się w jego kompetencji.
12 stycznia 2016 prezes TK Andrzej Rzepliński dopuścił do orzekania dwoje sędziów wybranych przez Sejm VIII kadencji: Piotra Pszczółkowskiego i Julię Przyłębską.
W niektórych późniejszych publikacjach trójka sędziów wybranych przez Sejm VIII kadencji na miejsca obsadzone przez Sejm VII kadencji zaczęła być określana jako „sędziowie dublerzy”.

### Wyroki Trybunału Konstytucyjnego z grudnia 2015 w sprawach K 34/15 i K 35/15

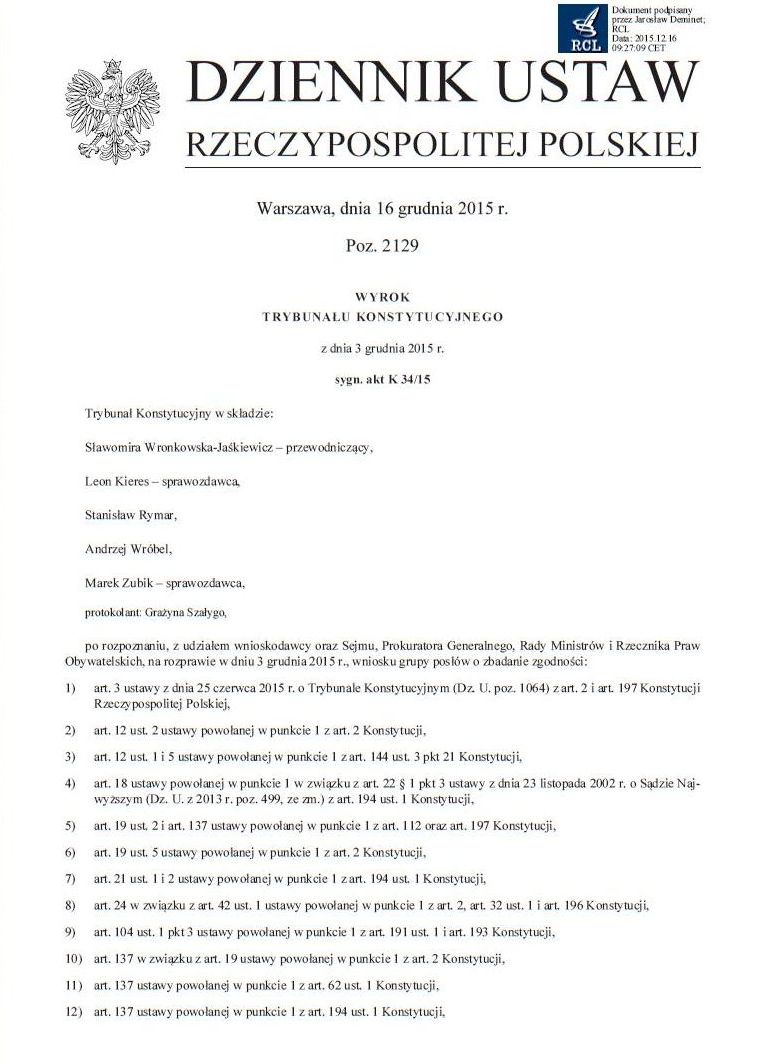
Pierwsza strona Dziennika Ustaw z wyrokiem Trybunału Konstytucyjnego w sprawie K 34/15 z 3 grudnia 2015

3 grudnia 2015 Trybunał Konstytucyjny wydał wyrok w sprawie K 34/15 dotyczącej zaskarżonej ustawy z 25 czerwca 2015. TK uznał m.in., że przepis zezwalający na wybór sędziów był zgodny z Konstytucją w zakresie, w jakim dotyczył sędziów, których kadencja rozpoczynała się w listopadzie 2015 oraz był niezgodny z Konstytucją w zakresie, w jakim dotyczył sędziów, których kadencja rozpoczynała się w grudniu 2015. W uzasadnieniu Trybunał stwierdził, że prezydent powinien niezwłocznie przyjąć ślubowanie od trzech legalnie wybranych sędziów. Zdaniem Kancelarii Prezydenta przyjęcie ślubowania stało się niemożliwe, bowiem wszystkie miejsca w Trybunale zostały już obsadzone. Andrzej Duda nie odniósł się do wyroku TK w orędziu wygłoszonym wieczorem 3 grudnia. 9 grudnia 2015 posłowie Platformy Obywatelskiej złożyli w Sejmie projekt uchwały wzywającej Prezydenta Rzeczypospolitej Polskiej do wykonania wyroku Trybunału Konstytucyjnego z dnia 3 grudnia 2015 r. oraz odebrania ślubowań od sędziów TK.
9 grudnia 2015 Trybunał Konstytucyjny wydał wyrok w sprawie K 35/15 dotyczącej zaskarżonej ustawy z 19 listopada 2015. TK uznał m.in., że niekonstytucyjne są przepisy o ponownym wyborze sędziów, a także o pozbawieniu funkcji obecnego prezesa i wiceprezesa TK. Jednocześnie Trybunał stwierdził, że tryb pracy nad ustawą nie naruszył przepisów Konstytucji.

#### Kwestia publikacji wyroków
Prezes Rady Ministrów Beata Szydło wstrzymała publikację w Dzienniku Ustaw wyroku z 3 grudnia, gdyż w jej ocenie mógł on zostać wydany z „wadami prawnymi” w związku z wydaniem go w pięcioosobowym, a nie dziewięcioosobowym składzie. 10 grudnia 2015 o wyjaśnienia w tej sprawie do prezesa Trybunału Konstytucyjnego wystąpiła szefowa Kancelarii Prezesa Rady Ministrów Beata Kempa, informując o wstrzymaniu publikacji wyroku do czasu ich uzyskania. Był to pierwszy taki przypadek od rozpoczęcia działalności orzeczniczej przez Trybunał Konstytucyjny w 1986. W przesłanej 11 grudnia odpowiedzi prezes TK zwrócił uwagę, że zgodnie z art. 190 ust. 2 Konstytucji ogłaszanie orzeczeń Trybunału Konstytucyjnego jest obowiązkiem konstytucyjnym i podlega wykonaniu niezwłocznie przez organ do tego zobowiązany, którym jest Prezes Rady Ministrów, a Konstytucja nie przewiduje w tym zakresie żadnego wyjątku.
14 grudnia 2015 Prokuratura Okręgowa w Warszawie wszczęła śledztwo w sprawie niedopełnienia w okresie od dnia 3 grudnia 2015 przez funkcjonariuszy publicznych obowiązków wynikających z art. 190 ust. 2 Konstytucji RP oraz art. 3 ustawy z dnia 20 lipca 2000 o ogłaszaniu aktów normatywnych i niektórych innych aktów prawnych poprzez zaniechanie niezwłocznego ogłoszenia wyroku Trybunału Konstytucyjnego, zapadłego w dniu 3 grudnia 2015, czym działano na szkodę interesu publicznego (czyn z art. 231 § 1 Kodeksu karnego). Śledztwo w tej sprawie zostało umorzone 7 stycznia 2016. Z ustaleń stołecznej Prokuratury Okręgowej wynikało, że wyrok pod względem technicznym był gotowy do publikacji 4 grudnia 2015, tj. następnego dnia po przekazaniu go przez prezesa TK do Rządowego Centrum Legislacji, jednak decyzja w przedmiocie jego ogłoszenia miała zostać podjęta indywidualnie przez prezes Rady Ministrów Beatę Szydło. W ocenie Prokuratury wyrok Trybunału Konstytucyjnego od 4 grudnia 2015 do 16 grudnia 2015, tj. daty w której został ogłoszony, nie był opublikowany z przyczyn leżących po stronie prezes Rady Ministrów, a zwłoka w publikacji wyroku skutkowała stanem zagrożenia dla interesu publicznego. O decyzji o umorzeniu postępowania zadecydował fakt ostatecznego opublikowania wyroku oraz brak możliwości wykazania, że prezes Rady Ministrów nie ogłaszając wyroku w okresie pomiędzy 4 a 16 grudnia 2015 „miała świadomość w postaci pewności lub możliwości, iż działa na szkodę interesu publicznego”.
Wyrok w sprawie K 34/15 został opublikowany 16 grudnia 2015, a wyrok w sprawie K 35/15 18 grudnia 2015.

### Nowelizacja ustawy o TK z 22 grudnia 2015

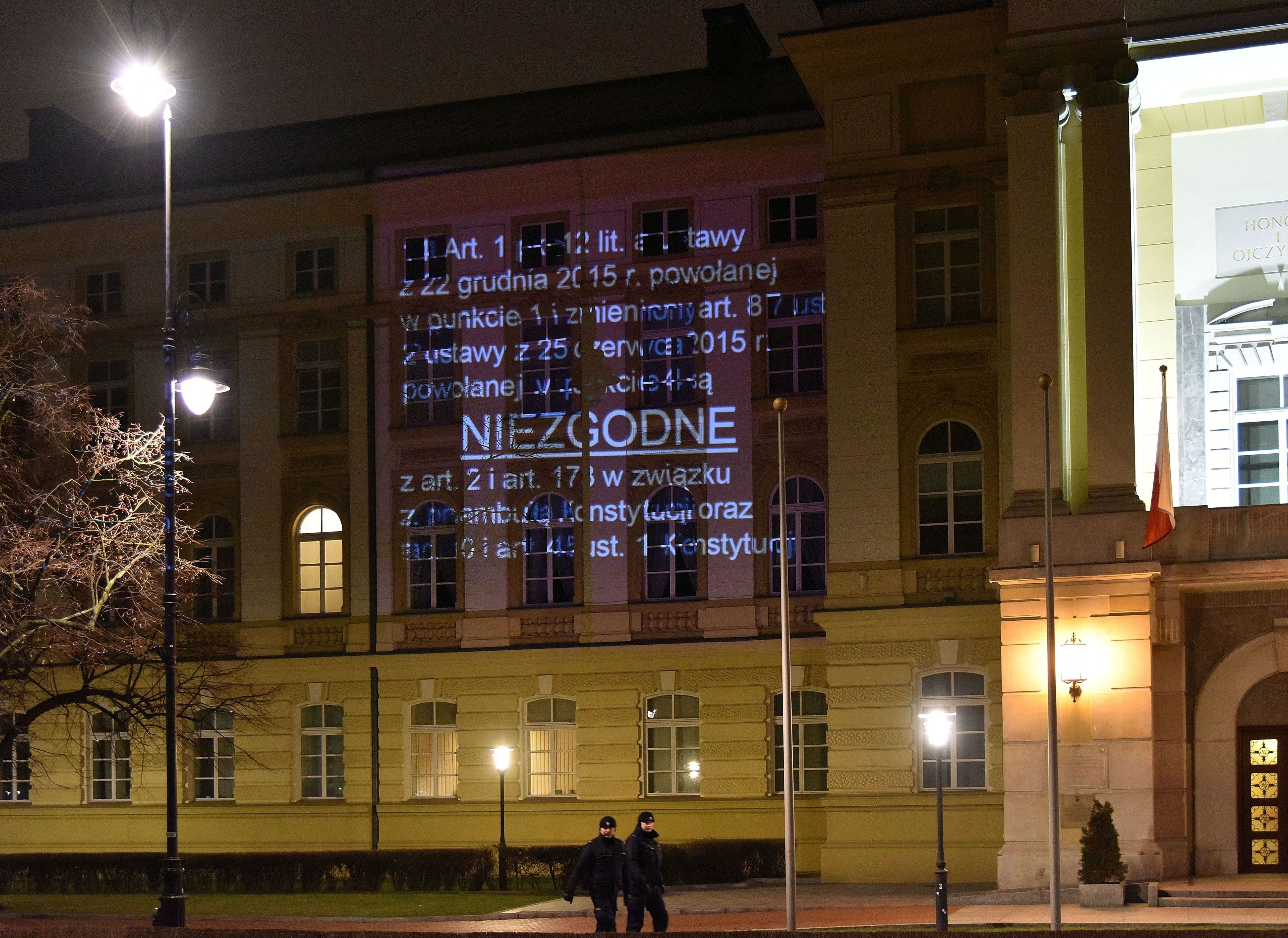
Fragment sentencji orzeczenia Trybunału Konstytucyjnego z 9 marca 2016 w sprawie nowelizacji ustawy z 22 grudnia 2015 (sygn. akt K 47/15) wyświetlany na elewacji gmachu Kancelarii Prezesa Rady Ministrów przez uczestników pikiety domagających się opublikowania orzeczenia w Dzienniku Ustaw

W reakcji na wyroki Trybunału Konstytucyjnego Klub Parlamentarny Prawo i Sprawiedliwość, dysponujący większością w Sejmie VIII kadencji, rozpoczął prace nad zmianą ustawy o TK. Prezydent Andrzej Duda w telewizyjnym orędziu zapowiedział prace nad reformą Trybunału w ramach Narodowej Rady Rozwoju. Z kolei klub poselski Kukiz’15 zaproponował zmiany w Konstytucji (m.in. zwiększenie liczby sędziów TK z 15 do 18).
Projekt ustawy został wniesiony do Sejmu przez posłów PiS 15 grudnia. Ich zdaniem była ona niezbędna, gdyż zmiany zapowiedziane przez partię rządzącą byłyby blokowane przez Trybunał.
22 grudnia 2015 Sejm uchwalił ustawę o zmianie ustawy o TK. Poprzedziła to wielogodzinna dyskusja pomiędzy posłami PiS i opozycji podczas posiedzenia Komisji Ustawodawczej. W trakcie posiedzenia, pod nieobecność kilku posłów PiS, opozycja przegłosowała wniosek o odroczenie obrad do 7 stycznia 2016. Głosowanie zostało powtórzone przez przewodniczącego Marka Asta po powrocie posłów PiS na salę na wniosek Stanisława Piotrowicza, który uznał, że wzięli w nim udział posłowie opozycji spoza składu komisji. Sejmowe Biuro Legislacyjne zwracało uwagę, że część poprawek PiS zgłoszonych po pierwszym czytaniu wykracza poza granice projektu, a poszczególne rozwiązania mogą naruszać Konstytucję. Żadna z tych uwag nie została uwzględniona. Przy rozpatrywaniu przez komisję poprawek zgłoszonych w trakcie drugiego czytania na posiedzeniu Sejmu posłom z klubów opozycyjnych ograniczono możliwość zabierania głosu. Ustawą niezwłocznie zajął się następnie Senat, którego Biuro Legislacyjne negatywnie odniosło się to tego projektu. Ostatecznie Senat głosami senatorów PiS uchwalił przyjęcie ustawy bez poprawek w nocy 24 grudnia 2015.
Nowelizacja stanowi m.in., że TK co do zasady ma orzekać w pełnym składzie, co wymaga udziału co najmniej 13 sędziów (w dotychczasowym stanie prawnym kworum pełnego składu wynosiło 9 sędziów). Orzeczenia wydawane w pełnym składzie muszą zapadać większością 2/3 głosów, podobnie jak uchwały Zgromadzenia Ogólnego (przy czym art. 190 ust. 5 Konstytucji stanowi, że orzeczenia Trybunału Konstytucyjnego zapadają większością głosów). Nowelizacja dopuszcza orzekanie w mniejszym składzie (7 lub 3 sędziów) w ściśle określonych wypadkach. Ustawa pozbawia Zgromadzenie Ogólne TK prawa do wygaszania mandatu sędziego TK oraz stanowi, że prawo wszczynania postępowania dyscyplinarnego wobec sędziego TK posiada także prezydent lub minister sprawiedliwości, pod warunkiem, że prezes TK nie uzna wniosku za bezzasadny. Zgodnie ze znowelizowaną ustawą terminy rozpraw muszą być wyznaczane według kolejności wpływu do TK, i mogą się one odbywać nie wcześniej niż po upływie 3 miesięcy od dnia doręczenia uczestnikom postępowania zawiadomienia o ich terminie, a w przypadku spraw orzekanych w pełnym składzie – nie wcześniej niż po upływie 6 miesięcy. Uchylono także przepis, że sędzia Trybunału odpowiada dyscyplinarnie za swoje postępowanie również przed objęciem stanowiska, jeżeli uchybił obowiązkowi piastowanego urzędu państwowego lub okazał się niegodny urzędu sędziego Trybunału. Ustawa nie przewidywała vacatio legis. W czasie prac nad ustawą posłowie PiS zrezygnowali m.in. z wykreślenia z ustawy przepisu ustalającego, iż siedziba TK mieści się w Warszawie.
Zastrzeżenia wobec zgodności z konstytucją przepisów uchwalonej ustawy sformułowała m.in. Krajowa Rada Sądownictwa, Prokurator Generalny i Rzecznik Praw Obywatelskich. Na etapie procedowania tej ustawy negatywne opinie wobec niej formułowały również m.in. Naczelna Rada Adwokacka, Krajowa Rada Radców Prawnych, Helsińska Fundacja Praw Człowieka i Stowarzyszenie Sędziów Polskich „Iustitia”.
Krajowa Rada Sądownictwa, Krajowa Rada Radców Prawnych, Rzecznik Praw Obywatelskich, Helsińska Fundacja Praw Człowieka i Sieć Obywatelska Watchdog Polska zaapelowały do prezydenta o skierowanie nowelizacji do Trybunału Konstytucyjnego lub jej zawetowanie.
Prezydent Andrzej Duda podpisał ustawę 28 grudnia 2015. Decyzję tę uzasadnił tym, iż w jego ocenie ustawa ta „przyczynia się do wzmocnienia pozycji i sytuacji Trybunału Konstytucyjnego”. Tego samego dnia została ona opublikowana w Dzienniku Ustaw i weszła w życie.

### Wyrok Trybunału Konstytucyjnego z 9 marca 2016 r. w sprawie K 47/15

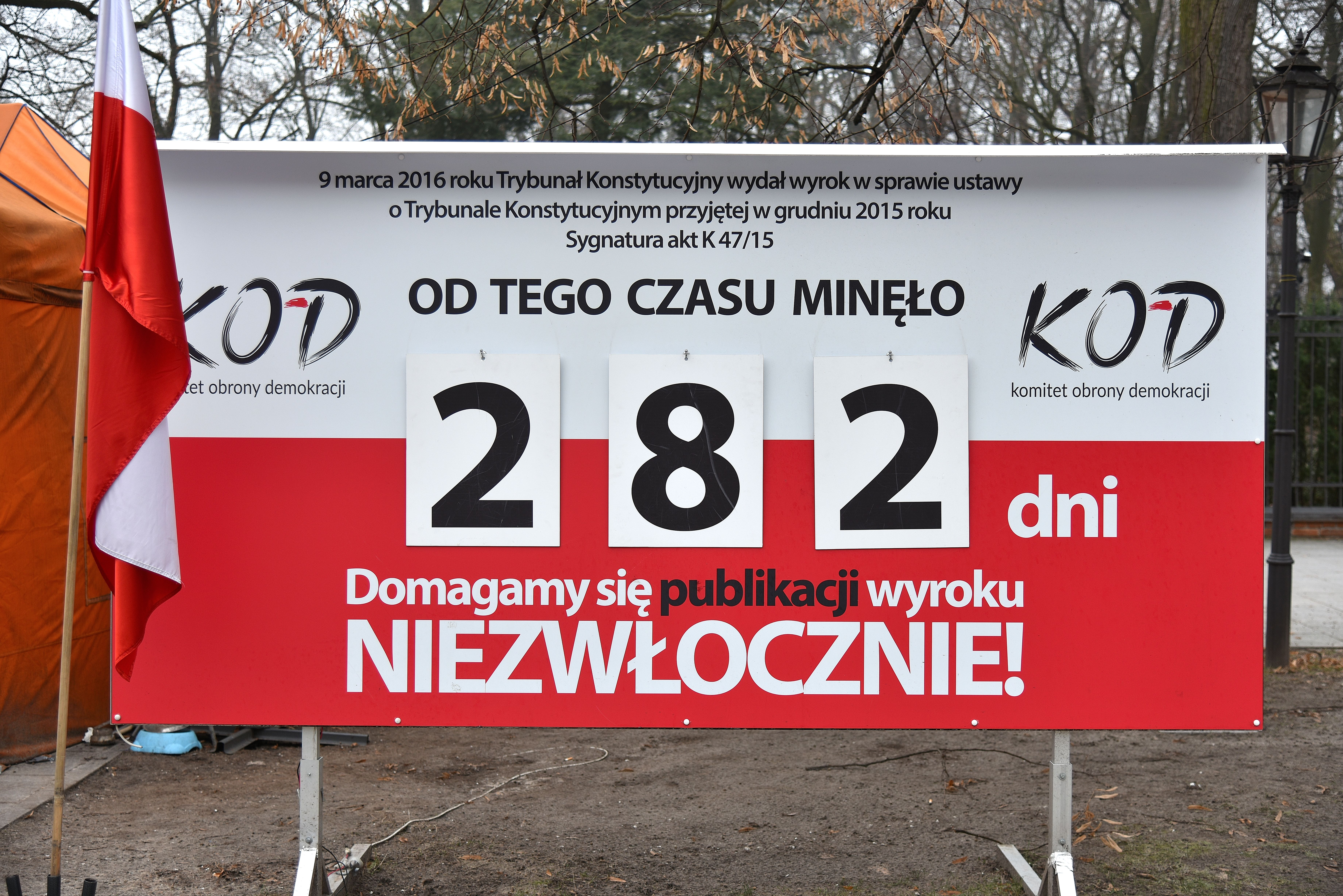
Tablica ustawiona przez Komitet Obrony Demokracji przed gmachem Kancelarii Rady Ministrów pokazująca czas wstrzymywania publikacji w „Dzienniku Ustaw” wyroku Trybunału Konstytucyjnego z 9 marca 2016

Ustawa o TK z 22 grudnia 2015 została zaskarżona do Trybunału Konstytucyjnego przez grupę posłów Platformy Obywatelskiej, grupę posłów Nowoczesnej i Polskiego Stronnictwa Ludowego, Pierwszego Prezesa Sądu Najwyższego, Rzecznika Praw Obywatelskich oraz Krajową Radę Sądownictwa.
Dyskusję wywołała możliwość orzekania przez TK z pominięciem przepisów zmienionej ustawy. Fundacja im. Stefana Batorego, Naczelna Rada Adwokacka, Krajowa Rada Radców Prawnych i Helsińska Fundacja Praw Człowieka przedłożyły Trybunałowi Konstytucyjnemu opinie amici curiae, w których uznały ustawę za w całości niekonstytucyjną. Zdaniem pracowników naukowych Wydziału Prawa i Administracji Uniwersytetu Śląskiego i Naczelnej Rady Adwokackiej, Trybunał mógł orzekać wprost na podstawie przepisów Konstytucji RP, z pominięciem przepisów ustawy nowelizującej. Prokurator generalny Andrzej Seremet w opinii przedstawionej TK uznał ustawę za niezgodną z Konstytucją w 16 punktach. Ta opinia została wycofana 4 marca 2016 przez nowego prokuratora generalnego Zbigniewa Ziobrę. Orzekanie na podstawie przepisów rozpatrywanej ustawy prowadziłoby bowiem do paradoksu. Wyrok stwierdzający niezgodność tejże z Konstytucją (akt prawny niezgodny z Konstytucją jest z nią niezgodny od momentu jego powstania) wydany zostałby na podstawie prawa niezgodnego z Konstytucją, byłby zatem wadliwy. Orzekając na podstawie rozpatrywanej ustawy, można więc wydać jedynie wyrok orzekający zgodność z ustawą zasadniczą, co jest sprzeczne z niezawisłością sędziowską i podleganiu sędziów Konstytucji.
Prokurator Generalny Zbigniew Ziobro złożył 4 marca wniosek o odroczenie rozprawy, jednak 7 marca skierował do TK pismo, w którym zapowiedział, że tekst orzeczenia Trybunału wydany w „niewłaściwym” składzie lub z naruszeniem procedury nie może zostać opublikowany przez rząd.
9 marca 2016 Trybunał w składzie 12 sędziów wydał wyrok w sprawie K 47/15. TK orzekł, że ustawa z 22 grudnia 2015 jest w całości niezgodna z Konstytucją. Zdaniem Trybunału Sejm naruszył m.in. zasadę rozpatrywania projektu ustawy w trzech czytaniach. Trybunał wykazał także, na czym polegała niekonstytucyjność poszczególnych przepisów. Uzasadniając wyrok sędzia sprawozdawca Stanisław Biernat podkreślił, że orzeczenia TK są ostateczne i mają moc powszechnie obowiązującą z chwilą ogłoszenia na sali rozpraw, tj. do uchylenia domniemania konstytucyjności zaskarżonej ustawy dochodzi w chwili ogłoszenia wyroku. Zdania odrębne do wyroku zgłosili sędziowie Julia Przyłębska i Piotr Pszczółkowski. W rozprawie nie wzięli udziału przedstawiciele rządu, Sejmu i prokuratora generalnego.

#### Kwestia publikacji wyroku
Premier Beata Szydło zapowiedziała, że wyrok nie zostanie opublikowany, ponieważ jej zdaniem orzekanie z pominięciem przepisów nowej ustawy było naruszeniem procedury. Wyrok w sprawie K 47/15 nazwała „stanowiskiem niektórych sędziów TK”. Minister sprawiedliwości Zbigniew Ziobro ocenił, że „sędziowie TK nieudolnie usiłowali wydać orzeczenie, którego wydać nie mogli”, i nie ma ono mocy prawnej. Uzasadniając odmowę publikacji wyroku powołał się na opinie ośmiu prawników, podzielających zdanie przedstawicieli rządu o niedopuszczalności orzekania przez TK w sprawie K 47/15 bez stosowania przepisów ustawy o TK z 22 grudnia 2015. Podał nazwiska następujących ekspertów: Andrzej Bałaban, Bogusław Banaszak, Genowefa Grabowska, Robert Jastrzębski, Anna Łabno, Mirosław Karpiuk i Bogumił Szmulik. Według wielu komentatorów, w tym Marka Chmaja i Ewy Siedleckiej, tylko niektórzy autorzy tych opinii są specjalistami prawa konstytucyjnego.
Przed ogłoszeniem wyroku prawicowy portal WPolityce.pl opublikował jego projekt wraz z uzasadnieniem, twierdząc, że w jego posiadanie weszli posłowie Platformy Obywatelskiej, co wskazywałoby, że był on z nimi konsultowany. Ujawnienie wyroku, do którego mają dostęp wyłącznie sędziowie i ich asystenci, było pierwszym takim przypadkiem w historii Trybunału. Prokurator generalny Zbigniew Ziobro polecił wszcząć śledztwo w tej sprawie. Zawiadomienie do prokuratury złożył również prezes TK. Z kolei posłowie Prawa i Sprawiedliwości złożyli do prokuratora generalnego zawiadomienie o popełnienie przestępstwa przez sędziów TK i możliwością wystąpienia „korupcji sądowo-politycznej”.
17 marca 2016 rzecznik praw obywatelskich Adam Bodnar zwrócił się do prezes Rządowego Centrum Legislacji (RCL) Jolanty Rusiniak z prośbą o udzielenie informacji na temat przyczyny nieopublikowania wyroku TK w sprawie K 47/15 z 9 marca 2016 w „Dzienniku Ustaw”, w szczególności o wskazanie podstawy normatywnej odmowy publikacji tego wyroku. W przekazanej odpowiedzi prezes RCL napisała, że nie wydała decyzji o odmowie publikacji, a organem wydającym „Dziennik Ustaw” jest prezes Rady Ministrów.
Zawiadomienia w sprawie nieopublikowania wyroku TK złożyło do prokuratury ponad 1700 osób fizycznych, a także stowarzyszenia i fundacje.
27 kwietnia 2016 Prokuratura Okręgowa Warszawa-Praga odmówiła wszczęcia śledztwa w sprawie niedopełnienia przez funkcjonariuszy publicznych obowiązków wynikających z art. 190 ust. 2 Konstytucji Rzeczypospolitej z 2 kwietnia 1997 oraz z art. 3 ustawy z 10 lipca 2000 o ogłaszaniu aktów normatywnych i niektórych innych aktów prawnych poprzez zaniechanie niezwłocznego ogłoszenia wyroku Trybunału Konstytucyjnego z 9 marca 2016. Prokurator okręgowy Paweł Blachowski w uzasadnieniu decyzji napisał, iż w toku postępowania sprawdzającego nie stwierdzono w działaniach Prezesa Rady Ministrów, Ministra-Członka Rady Ministrów oraz prezesa i pracowników Rządowego Centrum Legislacji znamion niedopełnienia obowiązków. Prokuratura uznała także, że rząd ma obowiązek weryfikować legalność orzeczeń Trybunału Konstytucyjnego, jednak bez podania podstawy prawnej. Wcześniej od śledztwa zostali odsunięci prokuratorzy, którzy chcieli rozpocząć dochodzenie w tej sprawie. Spośród kilkunastu zażaleń na niewszczęcie śledztwa, jedno, wniesione przez Helsińską Fundację Praw Człowieka, zostało rozpatrzone pozytywnie. Sąd Rejonowy dla Warszawy-Śródmieścia w trzyosobowym składzie uchylił odmowę prokuratury wszczęcia śledztwa w tej sprawie i nakazał jej ponowne zbadanie. 15 listopada 2016 Prokuratura Okręgowa Warszawa-Praga wszczęła śledztwo w sprawie nieopublikowania wyroku z 9 marca 2016.
W kolejnych wydawanych przez TK wyrokach wybrani z rekomendacji Prawa i Sprawiedliwości sędziowie: Julia Przyłębska, Piotr Pszczółkowski i Zbigniew Jędrzejewski (wybrany w kwietniu 2016) składali zdania odrębne w których stwierdzali, że nie mogły zostać wydane z pominięciem ustawy z dnia 22 grudnia 2015, a wyrok w sprawie K 47/15 nie obowiązuje, gdyż nie został opublikowany.
Wojewódzki Sąd Administracyjny w Warszawie swoimi orzeczeniami z 27 maja, 30 maja, 12 lipca, 3 sierpnia i 21 września 2016 odrzucił skargi (m.in. przedstawicieli Komitetu Obrony Demokracji i Partii Razem) na bezczynność Beaty Szydło lub Rządowego Centrum Legislacji dotyczącej publikacji wyroku w sprawie K 47/15. Sąd uznał, że sprawa nie podlega kompetencji sądu administracyjnego. 25 kwietnia 2017 Naczelny Sąd Administracyjny oddalił skargi kasacyjne od postanowień WSA.
Wyrok nie został także opublikowany w grudniu 2016, kiedy w „Dzienniku Ustaw” opublikowano 15 zaległych wyroków wydanych przez TK między 27 września a 13 grudnia 2016.
W lutym 2017 Prokuratura Okręgowa Warszawa-Praga umorzyła śledztwo w sprawie nieopublikowania przez rząd wyroków TK, w tym wyroku z 9 marca 2016, gdyż jej zdaniem zaniechanie publikacji orzeczeń „było działaniem podyktowanym ochroną interesu publicznego, wyrażającym się w niedopuszczeniu do wprowadzenia do obrotu prawnego rozstrzygnięć sprzecznych z obowiązującym porządkiem prawnym”.
22 marca 2018 do Sejmu wpłynął poselski projekt ustawy o zmianie ustawy – Przepisy wprowadzające ustawę o organizacji i trybie postępowania przed Trybunałem Konstytucyjnym oraz ustawę o statusie sędziów Trybunału Konstytucyjnego autorstwa posłów Prawa i Sprawiedliwości. Projekt ma na celu określić sposób publikacji rozstrzygnięć Trybunału Konstytucyjnego z 9 marca, 11 sierpnia i 7 listopada 2016 (sygn. k 47/15, K 39/16 oraz K 44/16). 12 kwietnia 2018 Sejm głównie głosami posłów klubu Prawa i Sprawiedliwości oraz koła Wolni i Solidarni uchwalił ustawę o zmianie ustawy – Przepisy wprowadzające ustawę o organizacji i trybie postępowania przed Trybunałem Konstytucyjnym oraz ustawę o statusie sędziów Trybunału Konstytucyjnego. 2 maja 2018 ustawę podpisał prezydent RP Andrzej Duda. Ustawa weszła w życie w ciągu 14 dni od dnia ogłoszenia w Dzienniku Ustaw, czyli 23 maja 2018. Zgodnie z art. 2 ustawy rozstrzygnięcia z 9 marca, 11 sierpnia i 7 listopada 2016 zostaną opublikowane po zarządzeniu ich publikacji przez prezesa TK wydanego w ciągu 7 dni od dnia wejścia w życie ustawy, czyli do 30 maja 2018. 4 czerwca 2018 rzecznik TK Robert Lubański poinformował PAP, że prezes Trybunału Konstytucyjnego Julia Przyłębska zarządziła 29 maja 2018 publikację trzech rozstrzygnięć TK z 2016 r.. 5 czerwca 2018 opublikowano w rozstrzygnięcia Trybunału Konstytucyjnego z 9 marca, 11 sierpnia i 7 listopada 2016 (sygn. K 47/15, K 39/16 oraz K 44/16) w Dzienniku Ustaw.

#### Dualizm prawny
7 marca 2016 ukazało się obwieszczenie marszałka Sejmu w sprawie ogłoszenia jednolitego tekstu ustawy o Trybunale Konstytucyjnym, uwzględniające zmiany w ustawie o Trybunale Konstytucyjnym wprowadzone ustawą z dnia 22 grudnia 2015, którą Trybunał Konstytucyjny wyrokiem z dnia 9 marca 2016 uznał w całości za niezgodną z Konstytucją.
Decyzje o włączaniu do baz aktów prawnych niepublikowanego w „Dzienniku Ustaw” wyroku TK z dnia 9 marca 2016 oraz kolejnych orzeczeń niepublikowanych przez rząd wyroków Trybunału, podjęli wydawcy programów prawniczych Lex i Legalis.
8 sierpnia 2016 Naczelny Sąd Administracyjny wydał pierwsze orzeczenie, w którym zastosował nieopublikowany ówcześnie wyrok TK z 28 czerwca.
16 sierpnia 2016 rząd Beaty Szydło opublikował 21 zaległych orzeczeń Trybunału Konstytucyjnego – 18 w Dzienniku Ustaw i 3 w Monitorze Polskim. Nie dokonano promulgacji 2 wyroków – z 9 marca i 11 sierpnia.
Wiosną 2017 wyrok został usunięty ze strony internetowej TK i wykasowany z elektronicznego zbioru orzeczeń Trybunału. 5 czerwca 2018 został opublikowany w Dzienniku Ustaw.

### Próby zakończenia kryzysu

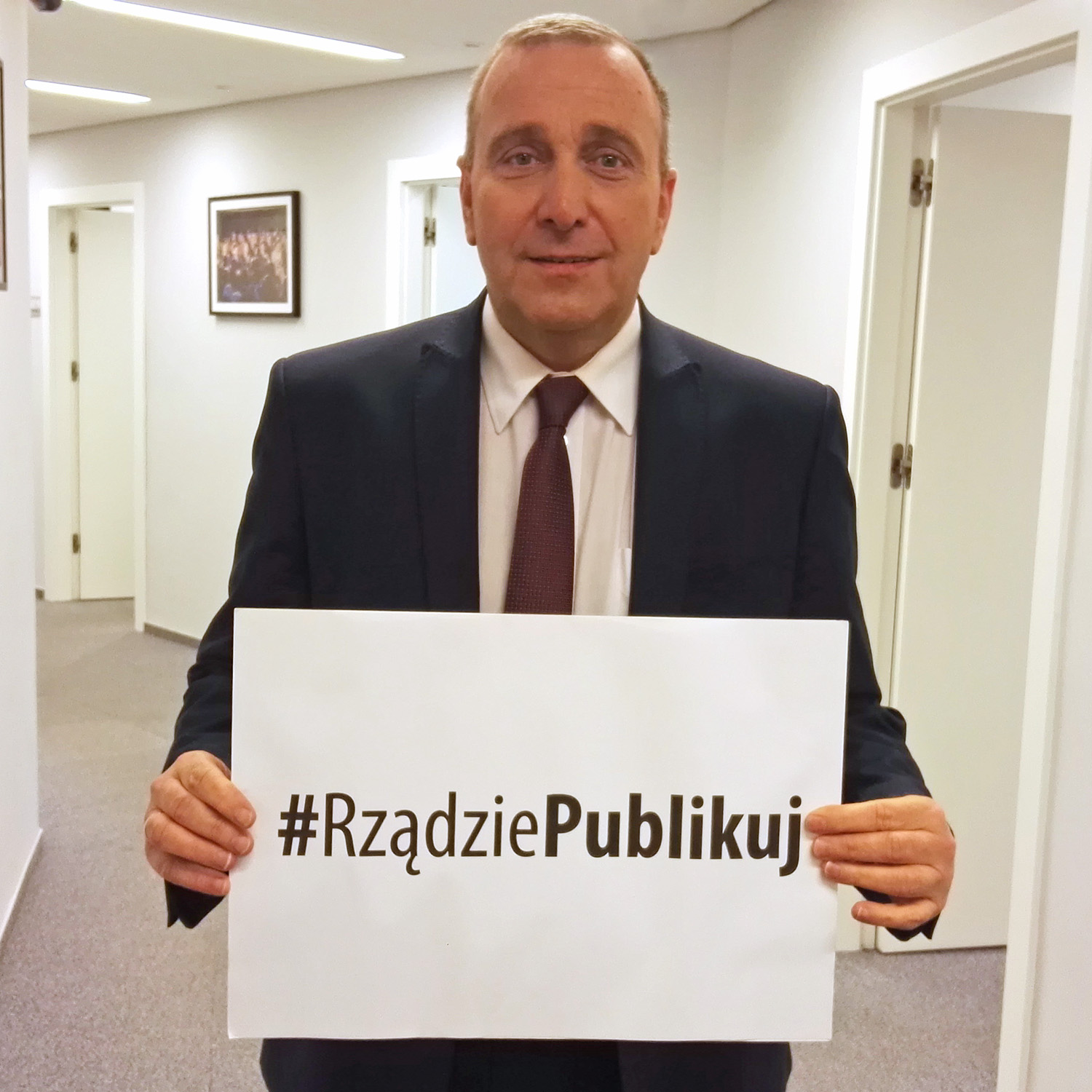
Przewodniczący Grzegorz Schetyna podczas akcji nawołującej rząd Beaty Szydło do publikacji orzeczeń TK

31 marca 2016 po raz pierwszy odbył posiedzenie powołany 30 marca 2016 przez marszałka Sejmu Marka Kuchcińskiego Zespół Ekspertów do Spraw Problematyki Trybunału Konstytucyjnego. Zespół zakończył pracę i złożył raport 15 lipca 2016. Tekst raportu został opublikowany na stronach Sejmu w językach polskim oraz następnie w angielskim.
31 marca 2016 doszło także do spotkania liderów najważniejszych partii politycznych w sprawie kryzysu wokół TK.
14 kwietnia 2016 Sejm wybrał Zbigniewa Jędrzejewskiego na sędziego TK w miejsce ustępującego Mirosława Granata. Głosowanie zbojkotowali posłowie opozycji (poza sześciorgiem posłów Kukiz’15, z których Małgorzata Zwiercan oddała głos także za nieobecnego Kornela Morawieckiego). Oczekiwali oni, że w miejsce sędziów, których kadencje kończą się w latach 2016–2017, będą kolejno powoływani sędziowie wybrani przez Sejm VII kadencji, a których dotychczas nie zaprzysiągł prezydent.
14 czerwca 2016 sędzia TK Piotr Pszczółkowski wybrany w skład Trybunału głosami Prawa i Sprawiedliwości, uznał wydane w tym dniu orzeczenie za wyrok podlegający publikacji. Spotkało się to z krytyką ze strony przedstawicieli PiS.

### Ustawa o TK z 22 lipca 2016
29 kwietnia 2016 Prawo i Sprawiedliwość i Polskie Stronnictwo Ludowe złożyły w Sejmie projekty ustaw o Trybunale Konstytucyjnym. 12 maja do Sejmu wpłynął obywatelski projekt ustawy o TK autorstwa Komitetu Obrony Demokracji, pod którym podpisało się ponad 100 tys. osób. 5 lipca w trakcie drugiego czytania przedstawiciel KOD wycofał swój projekt.
22 lipca 2016 Sejm uchwalił nową ustawę o TK autorstwa PiS. Zakłada ona m.in. wymóg rozpatrywania wniosków w kolejności ich wpływu, promulgację orzeczeń Trybunału wydanych przed 20 lipca, włączenie do orzekania sędziów, którzy złożyli ślubowanie przed prezydentem, a nie podjęli dotychczas obowiązków sędziego, odraczanie narad w pełnym składzie przy sprzeciwie co najmniej czterech sędziów i wymóg obecności Prokuratora Generalnego lub jego zastępcy podczas rozpraw w pełnym składzie.
Podczas procedowania projektu przez parlament negatywne opinie o nim pojawiły się ze strony: Sądu Najwyższego, prezesa TK Andrzeja Rzeplińskiego, Biura Trybunału Konstytucyjnego, Krajowej Rady Radców Prawnych, Krajowej Rady Sądownictwa, Naczelnej Rady Adwokackiej, Rzecznika Praw Obywatelskich, Helsińskiej Fundacji Praw Człowieka, Komitetu Helsińskiego w Polsce, Stowarzyszenia Sędziów Polskich „Iustitia”, Stowarzyszenia Sędziów „Themis”, Stowarzyszenia Sędziów Rodzinnych w Polsce, Stowarzyszenia Sędziów Rodzinnych Pro Familia i Zespołu Ekspertów Prawnych przy Fundacji im. Stefana Batorego. Opinie dla Biura Analiz Sejmowych kwestionujące konstytucyjność projektu przygotowali Marek Chmaj i Anna Rakowska-Trela. Po przyjęciu prawa przez Sejm Helsińska Fundacja Praw Człowieka i Komitet Helsiński w Polsce wydały wspólne stanowisko. W ich ocenie ustawa jest „sprzeniewierzeniem się zasadzie trójpodziału władzy i otwiera drogę do nieskrępowanej konstytucją dyktatury większości parlamentarnej”. Akt prawny został również skrytykowany przez Amnesty International Polska i Forum Obywatelskiego Rozwoju.
Prezes Trybunału Konstytucyjnego, Krajowa Rada Sądownictwa, Stowarzyszenie Sędziów Polskich „Iustitia”, Stowarzyszenie Sędziów „Themis”, Stowarzyszenie Sędziów Rodzinnych w Polsce, Stowarzyszenie Sędziów Rodzinnych Pro Familia, Zespół Ekspertów Prawnych przy Fundacji im. Stefana Batorego i Forum Obywatelskiego Rozwoju zaapelowali do prezydenta Andrzeja Dudy o zawetowanie ustawy bądź skierowanie jej do Trybunału.
30 lipca 2016 prezydent podpisał ustawę. 1 sierpnia 2016 ustawa została opublikowana w Dzienniku Ustaw i weszła w życie 16 sierpnia 2016.

### Wyrok Trybunału Konstytucyjnego z 11 sierpnia 2016 r. w sprawie K 39/16
Ustawa o TK z 22 lipca 2016 została zaskarżona do Trybunału Konstytucyjnego przez grupę posłów Platformy Obywatelskiej, grupę posłów Nowoczesnej i Polskiego Stronnictwa Ludowego, Rzecznika Praw Obywatelskich oraz Pierwszego Prezesa Sądu Najwyższego.
TK postanowił zbadać ustawę na posiedzeniu niejawnym przed upłynięciem okresu vacatio legis. Naczelna Rada Adwokacka, Krajowa Rada Radców Prawnych i Fundacja im. Stefana Batorego przedłożyły Trybunałowi opinie amici curiae, stwierdzające, że ustawa jest w całości niekonstytucyjna. 10 sierpnia 2016 prezes Prawa i Sprawiedliwości Jarosław Kaczyński zapowiedział, że rząd nie opublikuje wyroku TK w tej sprawie. W październiku prokuratura uznała, że wypowiedź ta nie jest podstawą do wszczęcia śledztwa. Zawiadomienie o podejrzeniu popełnienia przestępstwa przez Jarosława Kaczyńskiego złożyła w sierpniu Nowoczesna.
11 sierpnia 2016 Trybunał ogłosił wyrok w sprawie K 39/16 (połączonych wniosków grup posłów i RPO). Ustawa została uznana za częściowo niekonstytucyjną. TK zakwestionował 9 z 10 zaskarżonych przepisów. Wśród nich były m.in. obowiązek dopuszczenia do orzekania trzech sędziów wybranych przez Sejm VIII kadencji, rozpatrywanie wniosków w kolejności wpływu, wnioskowanie do premiera o publikację wyroków oraz możliwość blokowania przez czterech sędziów wyroku wydanego w pełnym składzie. Trybunał orzekał w składzie 12 sędziów. Trójka z nich złożyła zdania odrębne (Julia Przyłębska, Piotr Pszczółkowski i Zbigniew Jędrzejewski). Wyrok nie został opublikowany w „Dzienniku Ustaw”, gdyż zdaniem rzecznika rządu Rafała Bochenka „nie spełniał przesłanek ustawowych wyroku”.
15 września 2016 Trybunał po rozpoznaniu na posiedzeniu niejawnym wydał postanowienie o umorzeniu postępowania w sprawie wniosku Pierwszego Prezesa Sądu Najwyższego. W uzasadnieniu stwierdzono, że w wyroku z 11 sierpnia „TK wyczerpująco pod względem przedmiotowym rozstrzygnął o konstytucyjności przepisów zakwestionowanych przez Pierwszego Prezesa Sądu Najwyższego”. Orzeczenie zapadło w składzie 12 sędziów. Julia Przyłębska, Piotr Pszczółkowski i Zbigniew Jędrzejewski przedstawili zdania odrębne.
W lutym 2017 Prokuratura Okręgowa Warszawa-Praga umorzyła śledztwo w sprawie nieopublikowania przez rząd wyroków TK, w tym wyroku z 11 sierpnia 2016, gdyż jej zdaniem zaniechanie publikacji orzeczeń „było działaniem podyktowanym ochroną interesu publicznego, wyrażającym się w niedopuszczeniu do wprowadzenia do obrotu prawnego rozstrzygnięć sprzecznych z obowiązującym porządkiem prawnym”.
Wiosną 2017 wyrok został usunięty ze strony internetowej TK i wykasowany z elektronicznego zbioru orzeczeń Trybunału. 5 czerwca 2018 został opublikowany w Dzienniku Ustaw.

### Działania prokuratorskie w stosunku do sędziów TK
Od połowy 2015 toczy się śledztwo w sprawie wypadku samochodowego, w którym brał udział między innymi Lech Morawski. Opinie biegłych wskazują, że wypadek był z jego winy, jednak w grudniu 2016 Prokuratura Krajowa zakwestionowała kluczową z nich. W efekcie Prokuratura Okręgowa w Gdańsku nie wysłała wniosku o uchylenie Lechowi Morawskiemu immunitetu.
18 sierpnia 2016 Prokuratura Regionalna w Katowicach podała do wiadomości, że od 20 lipca 2016 prowadzi śledztwo dotyczące zarzutu niedopełnienia obowiązków lub przekroczenia uprawnień przez prezesa TK Andrzeja Rzeplińskiego, co miało się dokonać poprzez niedopuszczenie do orzekania trzech sędziów wybranych przez Sejm VIII kadencji.

### Budżet TK na rok 2017
W październiku 2016 sejmowa Komisja Sprawiedliwości i Praw Człowieka na wniosek jej przewodniczącego Stanisława Piotrowicza odroczyła zaopiniowanie części 06 budżetu państwa – Trybunał Konstytucyjny na rok 2017 dla Komisji Finansów Publicznych. Komisja uznała, że uchwała o projekcie budżetu jest nieważna, gdyż Zgromadzenie Ogólne Sędziów TK podjęło ją w niewłaściwym składzie, tj. bez trójki sędziów wybranych przez Sejm VIII kadencji w listopadzie 2015. Stanisław Piotrowicz powołał się na opinię przygotowaną przez Bogusława Banaszaka oraz sędziów Julii Przyłębskiej, Piotra Pszczółkowskiego i Zbigniewa Jędrzejewskiego. Komisja odstąpiła od zaopiniowania projektu budżetu w części 06, dopóki Zgromadzenie Ogólne TK nie przyjmie go w składzie 15 sędziów.
Sejm uchwalił ustawę budżetową na rok 2017 (razem z częścią 06) na swoim 33. posiedzeniu 16 grudnia 2016.

### Wyrok Trybunału Konstytucyjnego z 7 listopada 2016 r. w sprawie K 44/16
12 sierpnia 2016 grupa posłów PO i Nowoczesnej złożyła wniosek do Trybunału o zbadanie przepisów ustawy o TK z 22 lipca 2016 dotyczących wyboru prezesa i wiceprezesa Trybunału Konstytucyjnego. Wniosek miał być rozpatrywany przez TK 7 listopada 2016 w pełnym składzie, jednak troje sędziów wybranych z rekomendacji Prawa i Sprawiedliwości odmówiło udziału w rozprawie. Zdaniem Julii Przyłębskiej, Piotra Pszczółkowskiego i Zbigniewa Jędrzejewskiego do orzekania powinni byli bowiem zostać dopuszczeni również Mariusz Muszyński, Henryk Cioch i Lech Morawski. Razem z nimi wydali wspólne oświadczenie, w którym napisali m.in. że działania prezesa TK Andrzeja Rzeplińskiego stanowią naruszenie Konstytucji RP i pozbawiają Trybunał możliwości rozpoznawania spraw w pełnym składzie.
Tego samego dnia, 7 listopada 2016, TK w składzie 5 sędziów wylosowanych z pełnego składu wydał wyrok w sprawie K 44/16. Zaskarżone przepisy zostały uznane za zgodne z Konstytucją. 5 czerwca 2018 został opublikowany w Dzienniku Ustaw.

### Bojkot prac Trybunału
25 października 2016 Trybunał miał rozpoznać w pełnym składzie wniosek prezydenta Andrzeja Dudy dotyczący kuratorów sądowych (sprawa Kp 4/15). W związku z niestawieniem się na rozprawę przedstawiciela wnioskodawcy Trybunał odroczył rozprawę do 29 listopada 2016. Jak poinformował dyrektor Biura Prasowego Kancelarii Prezydenta RP Marek Magierowski Prezydent nie wysłał swojego przedstawiciela, gdyż ta sprawa powinna być rozpatrywana w pełnym składzie Trybunału Konstytucyjnego. Tymczasem prezes Andrzej Rzepliński podjął bezprawną decyzję o niedopuszczaniu do orzekania trzech sędziów: Henryka Ciocha, Lecha Morawskiego i Mariusza Muszyńskiego.
Rozprawa 29 listopada 2016 została odwołana w związku z niedyspozycją zdrowotną sędzi-sprawozdawcy Julii Przyłębskiej.
8 listopada 2016 sędziowie Julia Przyłębska i Zbigniew Jędrzejewski nie wzięli udziału w Zgromadzeniu Ogólnym Sędziów Trybunału Konstytucyjnego, a Piotr Pszczółkowski poinformował, że przebywa na zwolnieniu lekarskim. Zastrzeżenia do obrad zgłosili także Mariusz Muszyński, Henryk Cioch i Lech Morawski, którzy nie zostali włączeni do orzekania przez prezesa Trybunału Andrzeja Rzeplińskiego. W związku z tym w Zgromadzeniu wzięło udział 9 sędziów (przy kworum wynoszącym 10 sędziów) i nie podjęło ono żadnej uchwały.
10 listopada 2016 w pełnym składzie miał być również rozpatrywany wniosek w sprawie K 6/14 (tzw. ustawa o bestiach), jednak dwójka sędziów (Julia Przyłębska i Zbigniew Jędrzejewski) ponownie odmówiła udziału w rozprawie do czasu dopuszczenia od orzekania pozostałych trzech sędziów wybranych przez Prawo i Sprawiedliwość. W związku z tym, że trzeci sędzia przebywał na zwolnieniu lekarskim, a czwarty przebywał za granicą, Trybunał musiał orzekać w składzie pięcioosobowym.
15 listopada 2016 Zgromadzenie Ogólne kontynuowało obrady dotyczące przyjęcia Regulaminu TK oraz wszczęcia procedury zmierzającej do wyłonienia przez Zgromadzenie Ogólne kandydatów na Prezesa TK. Przedmiotem dyskusji była w szczególności kwestia możliwości wypełniania przez sędziów ich konstytucyjnych obowiązków w sytuacji przedłużającej się nieobecności trojga sędziów. Prezes TK Andrzej Rzepliński poinformował o zwołaniu kolejnego Zgromadzenia Ogólnego w celu przedstawienia prezydentowi kandydatów na stanowisko Prezesa Trybunału między 28 a 30 listopada 2016. Termin ten uwzględniał zakończenie okresu zwolnień lekarskich dwóch sędziów.
W wywiadzie udzielonym portalowi wPolityce.pl Julia Przyłębska powiedziała, że nie uczestniczyła w Zgromadzeniu Ogólnym 15 listopada 2016, gdyż „nie chciała legitymizować bezprawnych działań prezesa Rzeplińskiego”.
Inny przykład bojkotu dotyczył wyroku o niekonstytucyjności nowelizacji ustawy medialnej z 2015. Zgodnie z wyrokiem KRRiT powinna uczestniczyć w wyborze zarządu publicznego radia, jednak w istocie uczestniczyła Rada Mediów Narodowych.

### Zgromadzenie Ogólne Sędziów TK 30 listopada 2016
30 listopada 2016 sędziowie Julia Przyłębska, Piotr Pszczółkowski i Zbigniew Jędrzejewski nie wzięli udziału w kolejnym Zgromadzeniu Ogólnym zawiadamiając, że przebywają na zwolnieniach lekarskich. Z uwagi na ustawowy obowiązek przedstawienia prezydentowi kandydatów na prezesa TK do 4 grudnia, w obradach uczestniczyło 9 sędziów (przy wymaganym kworum wynoszącym 10 sędziów). Kandydatami na prezesa TK zostali sędziowie: Marek Zubik, Stanisław Rymar i Piotr Tuleja.
Jak poinformowało Biura Trybunału Konstytucyjnego, uchwała w tej kwestii przesłana prezydentowi nie była uchwałą Zgromadzenia Ogólnego, ale uchwałą „sędziów zebranych na Zgromadzeniu Ogólnym”.
Prezydent Andrzej Duda nie powołał na prezesa TK żadnej ze zgłoszonych osób.

### Ustawy z 30 listopada 2016 i ustawa wprowadzająca z 13 grudnia 2016
30 listopada 2016 Sejm uchwalił ustawy: o organizacji i trybie postępowania przed Trybunałem Konstytucyjnym oraz o statusie sędziów Trybunału Konstytucyjnego. Razem z uchwaloną 13 grudnia 2016 ustawą – Przepisy wprowadzające ustawę o organizacji i trybie postępowania przed Trybunałem Konstytucyjnym oraz ustawę o statusie sędziów Trybunału Konstytucyjnego były to czwarta, piąta i szósta tzw. ustawa naprawcza. Uregulowanie statusu sędziów TK w odrębnej ustawie stanowiło realizację zalecenia Zespołu Ekspertów do Spraw Problematyki Trybunału Konstytucyjnego.
Ustawa o statusie sędziów TK wprowadziła m.in. jawność oświadczeń majątkowych sędziów, limit wieku sędziego – 70 lat i obowiązek przydzielania przez prezesa TK spraw sędziemu, który złożył ślubowanie. Opinie podważające jej konstytucyjność przygotowali: Sąd Najwyższy, Naczelna Rada Adwokacka i Helsińska Fundacja Praw Człowieka.
Zgodnie z ustawą z 13 grudnia 2016 od dnia następującego po dniu jej ogłoszenia do dnia powołania prezesa TK, Trybunałem miał kierować sędzia, któremu prezydent w drodze postanowienia powierzy pełnienie obowiązków Prezesa TK. Do orzekania mieliby zostać włączeni sędziowie Trybunału, którzy złożyli ślubowanie wobec prezydenta. Ustawa unieważniła wybór kandydatów na prezesa TK dokonany przed jej wejściem w życie oraz zniosła od 1 stycznia 2018 r. Biuro Trybunału tworząc w jego miejsce Kancelarię Trybunału i Biuro Służby Prawnej Trybunału. Termin wygaśnięcia stosunków pracy z pracownikami, którym nie zaproponowano nowych warunków pracy i płacy, określono na 31 grudnia 2017 r. Ustawy do Trybunału Konstytucyjnego zaskarżył Rzecznik Praw Obywatelskich Adam Bodnar (sprawa sygnowana jako K 1/17). 24 października 2017 Trybunał Konstytucyjny wydał wyrok w tej sprawie (K 1/17) orzekając, że ustawy są zgodne z Konstytucją RP.

### Zmiana na stanowisku prezesa TK
19 grudnia upłynęła kadencja prezesa Trybunału Konstytucyjnego Andrzeja Rzeplińskiego. Tego samego dnia późnym wieczorem w Dzienniku Ustaw zostały opublikowane podpisane przez prezydenta Andrzeja Dudę trzy ustawy dotyczące funkcjonowania i sędziów TK. Ustawa wprowadzająca ustawy o organizacji i trybie postępowania przez Trybunałem Konstytucyjnym oraz ustawę o statusie sędziów Trybunału Konstytucyjnego ustanowiła specjalną procedurę jednorazowego wyboru kandydatów na stanowisko prezesa TK oraz kierowania Trybunałem w okresie przejściowym. Na podstawie tych przepisów 20 grudnia 2016 prezydent powierzył pełnienie obowiązków prezesa TK Julii Przyłębskiej.
Pierwszą decyzją nowej p.o. prezesa TK było dopuszczenie do orzekania Henryka Ciocha, Lecha Morawskiego i Mariusza Muszyńskiego. Ze strony internetowej Trybunału usunięto nazwiska Romana Hausera, Andrzeja Jakubeckiego i Krzysztofa Ślebzaka, wybranych przez Sejm VII kadencji, od których prezydent nie przyjął ślubowania. Zablokowano również dostęp do serwisu „Obserwator Konstytucyjny”. Jego kopia z prywatnej inicjatywy została umieszczona pod adresem niezniknelo.pl. Jest również dostępna w archiwalnych bibliotekach cyfrowych (np. Internet Archive).
Tego samego dnia zwołała Zgromadzenie Ogólne Sędziów Trybunału. Wzięło w nim udział 14 sędziów, ośmioro odmówiło głosowania nad kandydatami na prezesa TK (Piotr Pszczółkowski, Leon Kieres, Andrzej Wróbel, Małgorzata Pyziak-Szafnicka, Marek Zubik, Piotr Tuleja, Sławomira Wronkowska-Jaśkiewicz i Stanisław Biernat), gdyż szybkie zwołanie Zgromadzenia Ogólnego uniemożliwiło udział w nim sędziemu Stanisławowi Rymarowi, który 20 grudnia przebywał na urlopie. Zadeklarował on chęć udziału w dniu 21 grudnia, jednak p.o. prezesa TK odmówiła przesunięcia Zgromadzenia Ogólnego o jeden dzień. Procedura wyboru nowego prezesa TK wzbudziła wątpliwości wśród prawników. Podczas Zgromadzenia Ogólnego oddano 6 głosów. Głosowali wyłącznie sędziowie wybrani z rekomendacji PiS, z wyjątkiem Piotra Pszczółkowskiego. Sędzia Pszczółkowski uznał Zgromadzenie za wadliwe. Wskazał, że prawo wymaga udziału wszystkich 15 sędziów Trybunału, a głosowanie bez wymogu obecności 15 sędziów będzie możliwe po 3 stycznia 2017, gdyż wtedy wejdą w życie przepisy to umożliwiające. Pozostała siódemka sędziów, która odmówiła głosowania, oświadczyła, że „do ważności uchwał Zgromadzenia Ogólnego Sędziów TK konieczne jest wzięcie udziału w głosowaniu co najmniej połowy z piętnastoosobowego składu TK określonego w Konstytucji”. Zamiast dwóch odrębnych głosowań, jednego, nad wybraniem kandydatów, i drugiego, nad uchwałą o przedstawieniu kandydatów prezydentowi, odbyło się tylko pierwsze z nich. Kandydatami na prezesa TK zostali Julia Przyłębska (5 głosów) i Mariusz Muszyński (1 głos). 21 grudnia 2016 prezydent Andrzej Duda powołał na stanowisko prezesa Trybunału Konstytucyjnego Julię Przyłębską.
19 grudnia 2016 Andrzej Wróbel zapowiedział rezygnację ze stanowiska sędziego Trybunału Konstytucyjnego i powrót do orzekania w Sądzie Najwyższym (złożył wniosek do KRS w tej sprawie kilka dni wcześniej), motywując swoją decyzję sprzeciwem wobec sposobu, w jaki partia rządząca obchodzi się z TK.
29 grudnia 2016 w Dzienniku Ustaw opublikowano 15 zaległych orzeczeń TK wydanych między 27 września a 13 grudnia (poz. 2196–2210). Nie zostały opublikowane 3 wyroki, w tym wyrok z 9 marca 2016.
Wiosną 2017 ze strony internetowej TK i elektronicznego zbioru orzeczeń Trybunału usunięto wyroki TK z 9 marca 2016 (syg. K 47/15), 11 sierpnia 2016 (syg. K 39/16) oraz 7 listopada 2016 (syg. K 44/16). Zdaniem Mariusza Muszyńskiego zapadły one z naruszeniem prawa, nie weszły do systemu prawa, i nie ma podstaw do publikowania na stronach TK informacji o rozstrzygnięciach, które nie były wyrokami. Usunięte wyroki w czerwcu 2017 opublikował na swoich stronach Rzecznik Praw Obywatelskich. 5 czerwca 2018 zostały opublikowane w Dzienniku Ustaw.

### Zakwestionowanie wyboru trzech sędziów powołanych w 2010 przez prokuratora generalnego
11 stycznia 2017 prokurator generalny Zbigniew Ziobro złożył w TK wniosek o zbadanie zgodności z Konstytucją uchwał Sejmu VI kadencji z 2010 o wyborze sędziów TK Stanisława Rymara, Piotra Tulei i Marka Zubika (sygn. U 1/17). Jego zdaniem Sejm naruszył Konstytucję wydając w tej sprawie jeden akt, podczas gdy sędziowie TK powinni być wybierani indywidualnie. 13 stycznia 2017 prezes Prawa i Sprawiedliwości Jarosław Kaczyński powiedział Polskiej Agencji Prasowej, że „Trybunał Konstytucyjny decyzji Sejmu nie ocenia, to przekracza jego kompetencje”.
Sejm oraz Rzecznik Praw Obywatelskich, który postanowił przystąpić do tego postępowania, uznali ten wniosek za bezzasadny wskazując, że TK nie ma kompetencji do badania tego typu aktów wydanych przez Sejm (uchwała o wyborze sędziów nie ma charakteru normatywnego). Krytycznie do wniosku Ziobry odniosły się także Krajowa Rada Sądownictwa i Zespół Ekspertów Prawnych przy Fundacji Batorego.
Do rozpatrzenia tego wniosku prezes TK Julia Przyłębska wyznaczyła trzyosobowy skład sędziów (Julia Przyłębska, Mariusz Muszyński i Michał Warciński). Trybunał miał rozpatrzyć sprawę w dniu 13 lipca 2017. W komunikacie prasowym wydanym przed rozprawą Trybunał podał informację o odwołaniu terminu sprawy ze względu na konieczność rozpoznania wniosku Rzecznika Praw Obywatelskich o wyłączenie sędziego TK z udziału w orzekaniu w tej sprawie. 12 marca 2020 Trybunał Konstytucyjny wydał postanowienie na posiedzeniu niejawnym o umorzeniu postępowania w tej sprawie. Zdania odrębne do uzasadnienia do postanowienia o umorzeniu postępowania złożyli sędziowie Leon Kieres, Piotr Pszczółkowski i Jarosław Wyrembak.

### Spadek liczby spraw w Trybunale i rozproszona kontrola konstytucyjna
W 2016 liczba zapytań kierowanych przez sądy powszechne do Trybunału Konstytucyjnego spadła do 21 (ze 135 w 2015). W marcu 2017 Krajowa Rada Sądownictwa wycofała z Trybunału wszystkie zgłoszone przez siebie wnioski, motywując to zmianami dokonanymi w składach orzekających przez Julię Przyłębską i dopuszczeniu do orzekania sędziów dublerów. W 2018 to samo uczynił Rzecznik Praw Obywatelskich.
W 2017 pojawiły się przykłady rozproszonej kontroli konstytucyjnej, czyli sytuacji, w której sądy powszechne w wyrokach stosują wprost konstytucję, zastępując w tej materii TK. Praktyka ta została skrytykowana przez Ministerstwo Sprawiedliwości. Potępiona została również w internetowym oświadczeniu opisanym jako „stanowisko Trybunału Konstytucyjnego”, którego jednak jedynym autorem była Julia Przyłębska. Na początku 2018 oświadczenie usunięto, podając jako powód dezaktualizację zagadnienia. W czerwcu 2018 roku WSA w Warszawie (badając sprawę, w której powołano się na wyrok TK z 20 grudnia 2017) orzekł m.in., że wiceprezes TK Mariusz Muszyński jest nieuprawniony do zasiadania w TK.
W wyroku zapadłym w sprawie III OSK 1336/24 NSA odmówił skarżącemu wystąpienia z pytaniem prawnym do TK i stwierdził m.in., że do czasu przywrócenia TK prawowitości żadni sędziowie nie powinni występować do Trybunału z pytaniami prawnymi. Ponadto dodał, że "polski sędzia, gdy istnieją poważne zastrzeżenia wobec konstytucyjności aktu prawnego może jedynie na podstawie art. 8 ust. 2 Konstytucji RP podjąć się samodzielnej oceny zgodności z Konstytucją RP aktu prawnego będącego podstawą orzekania".

### Śmierć Lecha Morawskiego i Henryka Ciocha
12 lipca 2017 zmarł Lech Morawski, jeden z sędziów wybranych przez Sejm VIII kadencji na miejsce obsadzone przez Sejm VII kadencji. Zdaniem Jacka Zaleśnego z Uniwersytetu Warszawskiego zgodnie z rzymską zasadą Ex iniuria ius non oritur („Z bezprawia nie rodzi się prawa”) osoba powołana na jego miejsce zamiast niezaprzysiężonego przez prezydenta Andrzeja Dudę Krzysztofa Ślebzaka ma podobny do Lecha Morawskiego status prawny.
15 września 2017 Sejm wybrał na to stanowisko Justyna Piskorskiego zgłoszonego przez Prawo i Sprawiedliwość. Był jedynym kandydatem.
Sytuacja powtórzyła się, gdy 20 grudnia 2017 roku zmarł sędzia Henryk Cioch, drugi z sędziów wybranych przez Sejm VIII kadencji na miejsce obsadzone przez Sejm VII kadencji. W styczniu 2018 roku Sejm głosami klubu PiS oraz koła WiS, przy sprzeciwie opozycji, wybrał na jego miejsce dra hab. Jarosława Wyrembaka, byłego członka PiS. W publicznej wypowiedzi Julia Przyłębska śmierć Ciocha powiązała z obciążeniem psychicznym związanym z „obrzydliwą nagonką medialną” i nazywaniem niektórych sędziów „sędziami dublerami”, co powoduje u nich wszystkich „olbrzymi stres” – która wypowiedź również spotkała się z krytyką.

### Wyrok Trybunału Konstytucyjnego z 24 października 2017 r. w sprawie K 1/17
W styczniu 2017 Rzecznik Praw Obywatelskich Adam Bodnar zaskarżył do Trybunału Konstytucyjnego pięć zapisów ustaw naprawczych z 30 listopada 2016, pozwalających na włączenie do orzekania każdego sędziego, od którego Prezydent Rzeczypospolitej Polskiej odebrał ślubowanie, zainicjowanie przez Prezydenta na wniosek Prokuratora Generalnego po zasięgnięciu opinii I prezes Sądu Najwyższego postępowania dyscyplinarnego wobec sędziego TK, wygaszania stanowisk pracy w Biurze TK, uniemożliwienie orzekania w sprawie przepisów, które utraciły moc, a także przepisy wprowadzające zakwestionowane przepisy w życie. Najwięcej kontrowersji wzbudziły dwa punkty wniosku RPO: dopuszczenie do orzekania trzech tzw. sędziów dublerów (Henryka Ciocha, Mariusza Muszyńskiego i Lecha Morawskiego) wybranych na miejsca obsadzone już wcześniej przez Sejm VII kadencji oraz zablokowanie publikowania wyroków TK z którymi nie zgadza się Prawo i Sprawiedliwość w „Dzienniku Ustaw”. Trybunał Konstytucyjny rozpatrzył skargę Rzecznika Praw Obywatelskich na posiedzeniu niejawnym.
24 października 2017 Trybunał Konstytucyjny wydał wyrok (sygnatura akt: K1/17) orzekający zgodność zakwestionowanych przepisów z Konstytucją w czterech spośród pięciu zakwestionowanych punktów, natomiast przepis uniemożliwiający Trybunałowi Konstytucyjnemu orzekanie w sprawie zgodności z Konstytucją nieobowiązujących aktów normatywnych pozostawiono bez rozpatrzenia. W składzie orzekającym zasiadali: Mariusz Muszyński (przewodniczący), Zbigniew Jędrzejewski (sprawozdawca), Henryk Cioch, Leon Kieres i Andrzej Zielonacki. Zdanie odrębne do wyroku zgłosił Leon Kieres. Wniosek RPO o wyłączenie z orzekania w tej sprawie sędziów Mariusza Muszyńskiego i Henryka Ciocha nie został uwzględniony. Zdaniem prawników wypowiadających się dla „Dziennika-Gazety Prawnej” wydanie wyroku w takim składzie stanowiło naruszenie zasady Nemo iudex in causa sua („nikt nie jest sędzią we własnej sprawie”).

### Nowelizacja z 2018 ustawy wprowadzającej ustawy dotyczącej TK
22 marca 2018 do Sejmu wpłynął poselski projekt ustawy o zmianie ustawy – Przepisy wprowadzające ustawę o organizacji i trybie postępowania przed Trybunałem Konstytucyjnym oraz ustawę o statusie sędziów Trybunału Konstytucyjnego autorstwa posłów Prawa i Sprawiedliwości.  Projekt miał na celu określić sposób publikacji rozstrzygnięć Trybunału Konstytucyjnego z 9 marca, 11 sierpnia i 7 listopada 2016 r. (sygn. K 47/15, K 39/16 oraz K 44/16). 12 kwietnia 2018 Sejm, głównie głosami posłów klubu Prawa i Sprawiedliwości oraz koła Wolni i Solidarni, uchwalił ustawę o zmianie ustawy – Przepisy wprowadzające ustawę o organizacji i trybie postępowania przed Trybunałem Konstytucyjnym oraz ustawę o statusie sędziów Trybunału Konstytucyjnego. 2 maja 2018 ustawę podpisał prezydent RP Andrzej Duda. Ustawa weszła w życie w ciągu 14 dni od dnia ogłoszenia w Dzienniku Ustaw, czyli 23 maja 2018. Zgodnie z art. 2 ustawy rozstrzygnięcia z 9 marca, 11 sierpnia i 7 listopada 2016 miały zostać opublikowane po zarządzeniu ich publikacji przez prezesa TK wydanym w ciągu 7 dni od dnia wejścia w życie ustawy, czyli do 30 maja 2018. 4 czerwca 2018 rzecznik prasowy TK Robert Lubański poinformował PAP, że prezes Trybunału Konstytucyjnego Julia Przyłębska zarządziła 29 maja 2018 publikację trzech rozstrzygnięć TK z 2016 r.. 5 czerwca 2018 opublikowano rozstrzygnięcia Trybunału Konstytucyjnego z 9 marca, 11 sierpnia i 7 listopada 2016 (sygn. K 47/15, K 39/16 oraz K 44/16) w Dzienniku Ustaw.

### Wyrok Trybunału Konstytucyjnego z 25 marca 2019 r. w sprawie Krajowej Rady Sądownictwa (sygn. K 12/18)
25 marca 2019 roku na wniosek ówczesnego składu Krajowej Rady Sądownictwa i grupy senatorów PiS został wydany wyrok przez Trybunał Konstytucyjny, w którym orzekł, że przepis dotyczący wyboru 15 sędziów-członków Rady przez Sejm jest zgodny z Konstytucją RP.
W piśmie do TK RPO wskazał na niedopuszczalność wydania wyroku w sprawie, co skutkuje zawsze umorzeniem postępowania na podstawie art. 59 ust. 1 pkt 2 ustawy o TK. Uzasadnił to nadużyciem praw procesowych ze strony wnioskodawców, którzy zmierzali w postępowaniu do potwierdzenia przez Trybunał statusu KRS, nie zaś do jego ochrony przed naruszeniem (art. 3 KPC w zw. z art. 36 ustawy o organizacji i trybie postępowania przed TK, art. 83 KC odpowiednio).
Jeśli chodzi o przeniesienie ze zgromadzeń sędziów na Sejm kompetencji do wyboru 15 sędziów-członków KRS (art. 9a, art. 11a-11e ustawy o KRS), RPO wnioskował o uznanie tych regulacji za niekonstytucyjne ze względu na to, że po pierwsze, sama Konstytucja pozostawia w art. 187 ust. 1 pkt 2 kompetencję do wyboru 15 członków KRS sędziom, ograniczając prawo parlamentu do wyboru sześciu członków Rady w art. 187 ust. 1 pkt 3 (czterech wybieranych przez Sejm spośród posłów, dwóch – przez Senat spośród senatorów). Po drugie, transfer tej kompetencji do Sejmu oznacza, że “KRS, jako organ stojący na straży relatywnie najsłabszego segmentu władzy, podlegać może i podlega naciskom władzy politycznej, stając  się  przez  to  organem  niezdolnym  do  efektywnego  stania  na  straży niezależności sądów i niezawisłości sędziów.”.
Politycy części opozycji (PO), Rzecznik Praw Obywatelskich Adam Bodnar i niektórzy (m.in. adwokat mec. Sylwia Gregorczyk-Abram z inicjatywy "Wolne Sądy") przedstawiciele środowisk prawniczych zarzucili, że orzeczenie Trybunału w tej sprawie będzie nieważne, ponieważ w składzie orzekającym zasiadał sędzia Justyn Piskorski, który został wybrany w 2017 roku przez Sejm VIII kadencji na sędziego Trybunału Konstytucyjnego na miejsce obsadzone już przez Krzysztofa Ślebzaka oraz datę ogłoszenia wyroku wyznaczono przed upływem ustawowego terminu na zgłoszenie udziału i stanowiska przez RPO, a także krytycy (ówcześni posłowie z ramienia PO Kamila Gasiuk-Pihowicz i Arkadiusz Myrcha) zarzucają "upolitycznienie Trybunału" i "pogłębienie chaosu prawnego".

### Stanowisko Trybunału Konstytucyjnego z 20 kwietnia 2020 w sprawie uchwały połączonych izb Sądu Najwyższego
20 kwietnia 2020 TK uznał za niezgodną z konstytucją uchwałę połączonych izb Sądu Najwyższego: Cywilnej, Karnej oraz Pracy i Ubezpieczeń Społecznych z 23 stycznia 2020 stwierdzającą możliwość podważania prawa do orzekania sędziów powołanych z udziałem nowej Krajowej Rady Sądownictwa. Krytycy tego stanowiska TK stwierdzili, że zostało ono wydane z naruszeniem ustawy zasadniczej, gdyż Konstytucja nie zezwala Trybunałowi na kontrolę uchwał Sądu Najwyższego. Sędzia Leon Kieres zgłosił w tej sprawie zdanie odrębne stając na stanowisku, że TK nie może bezpośrednio kontrolować uchwał Sądu Najwyższego, ponieważ nie można uznać ich za „przepisy prawa”, o których mowa w art. 188 pkt 3 Konstytucji.

### Wyrok Europejskiego Trybunału Praw Człowieka z 7 maja 2021 r. w sprawieXERO FLOR przeciwko Polsce
7 maja 2021 Europejski Trybunał Praw Człowieka w Strasburgu w sprawie XERO FLOR przeciwko Polsce orzekł, że obecność Mariusza Muszyńskiego (jednego z tzw. sędziów-dublerów, wybranego do składu TK na miejsce już obsadzone przez innego sędziego) w składzie orzekającym Trybunału Konstytucyjnego sprawia, że skład nie jest prawowity i Trybunał w takim składzie nie jest sądem ustanowionym na podstawie prawa. W uzasadnieniu argumentowano, że "Polska dopuściła się naruszenia art. 6 Europejskiej Konwencji Praw Człowieka, który gwarantuje prawo sprawiedliwego procesu przed sądem ustanowionym zgodnie z przepisami" oraz że "działania władz polegające na powołaniu jednego z sędziów zasiadających w składzie oraz zignorowanie wyroków Trybunału Konstytucyjnego w tym zakresie oznaczały, że skład orzekający w tej sprawie nie był sądem ustanowionym ustawą".

### Wyrok Trybunału Konstytucyjnego z 24 listopada 2021 r. w sprawie K 6/21
24 listopada 2021 Trybunał Konstytucyjny, w odpowiedzi na wyrok ETPCz z 7 maja 2021 w sprawie XERO FLOR przeciwko Polsce, orzekł, że art. 6 ust. 1 Europejskiej Konwencji Praw Człowieka jest niezgodny z Konstytucją RP w zakresie, w jakim użyte w nim pojęcie „sąd” odnosi się do Trybunału. W uzasadnieniu stwierdzono, iż TK nie może być uznany za sąd w rozumieniu konwencyjnym, gdyż zgodnie z art. 175 ust. 1 Konstytucji nie sprawuje on wymiaru sprawiedliwości, lecz dokonuje hierarchicznej kontroli norm prawnych. Co za tym idzie, Europejski Trybunał Praw Człowieka nie ma kompetencji badania działalności i kształtu ustrojowego TK, w tym także legalności wyboru jego sędziów.

### OrzeczenieSądu Najwyższegoz 13 grudnia 2023 r. w sprawie tzw. sędziów dublerów
Siedmioosobowy, powiększony skład sędziów Izby Karnej Sądu Najwyższego 13 grudnia 2023 roku wydał orzeczenie wskazujące wprost, że Trybunał Konstytucyjny z tzw. sędziami dublerami nie jest trybunałem, a jego wyroki nie obowiązują. Orzeczenie ma formę postanowienia i z uwagi na jego wydanie w pełnym składzie SN może być stosowane przez inne składy sędziowskie w całej Polsce i ma moc zasady prawnej.

### UchwałaSejmu X kadencjiz dnia 6 marca 2024
5 marca 2024 roku wpłynął do Sejmu RP projekt uchwały autorstwa posłów rządzącej koalicji KO-PSL-PL2050-NL w sprawie „usunięcia skutków kryzysu konstytucyjnego lat 2015–2023 w kontekście działalności Trybunału Konstytucyjnego”. 6 marca 2024 roku na bazie tego projektu Sejm RP przyjął uchwałę głosami posłów klubów parlamentarnych KO, PSL, Polski 2050 i NL tworzących koalicyjny trzeci rząd Donalda Tuska. Przeciw uchwale głosowali posłowie opozycji (PiS, Konfederacja, Kukiz’15), której zdaniem jest to „zamach na niezależność TK” i „próba tworzenia anarchii w Polsce”. Według przyjętej przez Sejm RP X kadencji uchwały sejmowej tzw. sędziowie dublerzy nie są sędziami Trybunału Konstytucyjnego, a wyroki z ich udziałem są obarczone wadą prawną, natomiast funkcję prezesa TK od 21 grudnia 2016 roku sprawuje osoba nieuprawniona, a Sejm RP w uchwale apeluje do wszystkich sędziów TK o rezygnację. Według większości środowisk prawniczych uchwała Sejmu RP nie ma mocy prawnej, a jest tylko deklaracją polityczną Sejmu w sprawie Trybunału Konstytucyjnego. Natomiast część środowisk prawniczych, m.in. były prezes TK Jerzy Stępień uważa, że uchwała sejmowa usunie z TK tzw. sędziów dublerów, choć część środowiska prawniczego, m.in. Ryszard Piotrowski uważa, że odwołanie sędziów TK uchwałą sejmową byłoby niezgodne z Konstytucją RP. 11 marca 2024 roku uchwała została opublikowana w Dzienniku Urzędowym „Monitor Polski“. 28 maja 2024 roku Trybunał Konstytucyjny w składzie trzech sędziów jednogłośnie orzekł, że uchwała Sejmu RP jest niezgodna z Konstytucją RP.

### Ustawy o TK z dnia 13 września 2024
6 marca 2024 roku wpłynęły do Sejmu RP projekty ustaw o Trybunale Konstytucyjnym i Przepisów wprowadzających powyższą ustawę autorstwa posłów rządzącej koalicji KO-PSL-PL2050-NL. 24 lipca 2024 roku na bazie tych projektów Sejm RP X kadencji uchwalił głosami posłów koalicji rządzącej ustawę o Trybunale Konstytucyjnym i ustawę - Przepisy wprowadzające ustawę o Trybunale Konstytucyjnym. 31 lipca 2024 Senat RP XI kadencji przyjął ustawy wprowadzając do nich poprawki, które zostały 13 września 2024 roku przyjęte przez Sejm RP. 7 października 2024 roku prezydent RP Andrzej Duda skierował do Trybunału Konstytucyjnego w trybie kontroli prewencyjnej ustawę o Trybunale Konstytucyjnym i ustawę - Przepisy wprowadzające ustawę. Ustawy wprowadzają zmianę zasad wyboru sędziów Trybunału Konstytucyjnego (wybór przez Sejm większością 3/5 głosów, umożliwienie sędziemu TK po upływie kadencji pełnienie funkcji do czasu wyboru następcy), skrócenie kadencji prezesa TK, usunięcie ze składu TK tzw. sędziów dublerów oraz uznanie za nieważne wyroków TK wydanych po 2016 roku. Rzecznik Praw Obywatelskich Marcin Wiącek również krytycznie odniósł się do niektórych zapisów ustaw o TK m.in. do unieważnienia orzeczeń TK, które zdaniem RPO może  negatywnie wpłynąć na konstytucyjne prawa jednostek.

### Wygaśnięcie kadencji sędziów Trybunału Konstytucyjnego
7 listopada 2024 roku zgodnie z art. 194 ust. 1 Konstytucji Rzeczypospolitej Polskiej zakończyły się potencjalne 9-letnie kadencje sędziów TK Romana Hausera, Krzysztofa Ślebzaka, Andrzeja Jakubeckiego, które według uchwał Sejm VII kadencji z 8 października 2015 roku miały się rozpocząć 7 listopada 2015 roku, a według uchwał Sejmu VIII kadencji z 25 listopada 2015 roku uchwały o ich wyborze nie miały mocy prawnej, natomiast 3 grudnia 2015 roku Trybunał Konstytucyjny orzekł, że przepisy ustawy o TK, na mocy których nastąpił ich wybór na sędziów TK, są zgodne z odpowiednimi przepisami Konstytucji RP. 5 listopada 2024 roku Andrzej Jakubecki i Krzysztof Ślebzak poinformowali RPO o złożeniu skarg przeciwko Polsce do Europejskiego Trybunału Praw Człowieka w Strasburgu w „związku z niemożnością objęcia swych urzędów”. 3 grudnia 2024 roku zakończyły się kadencje sędziów Trybunału Konstytucyjnego Mariusza Muszyńskiego (należał do trzech tzw. sędziów dublerów) i Piotra Pszczółkowskiego. 9 grudnia 2024 zakończyła się kadencja Julii Przyłębskiej. W listopadzie 2024 roku marszałek Sejmu Szymon Hołownia poinformował, że koalicja rządząca KO-PSL-PL2050-NL nie będzie zgłaszać kandydatów na sędziów TK w miejsca sędziów, którym kadencje kończą się w grudniu tego samego roku. Tym samym liczba sędziów Trybunału wynosi 10, a ponadto w TK pracuje też dwóch nielegalnych sędziów-dublerów wybranych na miejsca prawidłowo obsadzone (Jarosław Wyrembak i Justyn Piskorski). 2 grudnia 2024 Julia Przyłębska powiadomiła o zrzeczeniu się funkcji prezesa TK, na którą wg wielu nigdy nie została wybrana. 11 grudnia 2024 posłowie partii Prawo i Sprawiedliwość (PiS) zgłosili na miejsca sędziów, których kadencje wygasły, kandydatury Marka Asta (posła z ramienia tej partii) i Artura Kotowskiego (profesora z UKSW), choć wcześniej politycy tej partii deklarowali niezgłaszanie kandydatów ze względu na arytmetykę sejmową. 21 lutego 2025 Sejm RP X kadencji odrzucił obie kandydatury głosami posłów klubów tworzących koalicję rządzącą KO-PSL-PL2050-NL i koła poselskiego partii Razem (za obydwiema kandydaturami głosowali tylko posłowie klubu Prawa i Sprawiedliwości i koła Wolni Republikanie, a posłowie klubu Konfederacji wstrzymali się od głosu). 28 kwietnia 2025 zakończyła się kadencja sędziego Zbigniewa Jędrzejewskiego, a 20 grudnia 2025 kończy się kadencja sędziego Michała Warcińskiego.

### Zarzuty dotyczące upolitycznienia Trybunału Konstytucyjnego
W kolejnych latach partia Prawo i Sprawiedliwość doprowadziła do wyboru na zwalniane miejsca proponowanych przez siebie sędziów związanych z PiS, z których część była jej członkami lub byłymi aktywnymi politykami, jak w szczególności Krystyna Pawłowicz, Stanisław Piotrowicz, Bartłomiej Sochański, Jarosław Wyrembak, Bogdan Święczkowski. Konsekwencją obsadzenia Trybunału Konstytucyjnego przez sędziów związanych z PiS stały się zarzuty uzależnienia orzecznictwa Trybunału lub opóźniania rozstrzygania konkretnych spraw od potrzeb politycznych partii rządzącej.
Po wyborach parlamentarnych 15 października 2023 roku, wygranych przez dotychczasową opozycję, TK 8 i 15 listopada 2023 roku stwierdził niekonstytucyjność przepisów zaniżających wynagrodzenia sędziów w 2023 roku oraz zaniżających wysokości emerytur. Długotrwałe powstrzymywanie się od rozpoznania tych spraw wcześniej zostało zinterpretowane przez komentatorów jako wyraz pomocy rządowi PiS przez nienarażanie go na konieczność dodatkowych wydatków związanych z taką treścią orzeczeń, względnie utrudnienia sytuacji nowego rządu.

### Brak wynagrodzeń dla czynnych sędziów TK
W ustawie budżetowej na 2025 nie zapisano środków na wynagrodzenia dla czynnych sędziów TK, skutkiem czego czynni sędziowie TK za luty 2025 po raz pierwszy w historii nie otrzymali miesięcznej pensji. Koalicja rządowa uzasadniła ten krok brakiem niezależności TK. Część sędziów Trybunału skierowała do Prezesa TK wezwania przedsądowe do wypłaty zaległych należności.
W wyroku z 6 maja 2025 TK uznał niekonstytucyjność art. 1 ust. 2 ustawy budżetowej na 2025 rok w zakresie, w jakim zmniejsza w stosunku do projektu ustawy budżetowej wydatki Trybunału Konstytucyjnego i Krajowej Rady Sądownictwa. Wyrok nie został opublikowany w Dzienniku Ustaw.

## Reakcje na kryzys

### Demonstracje

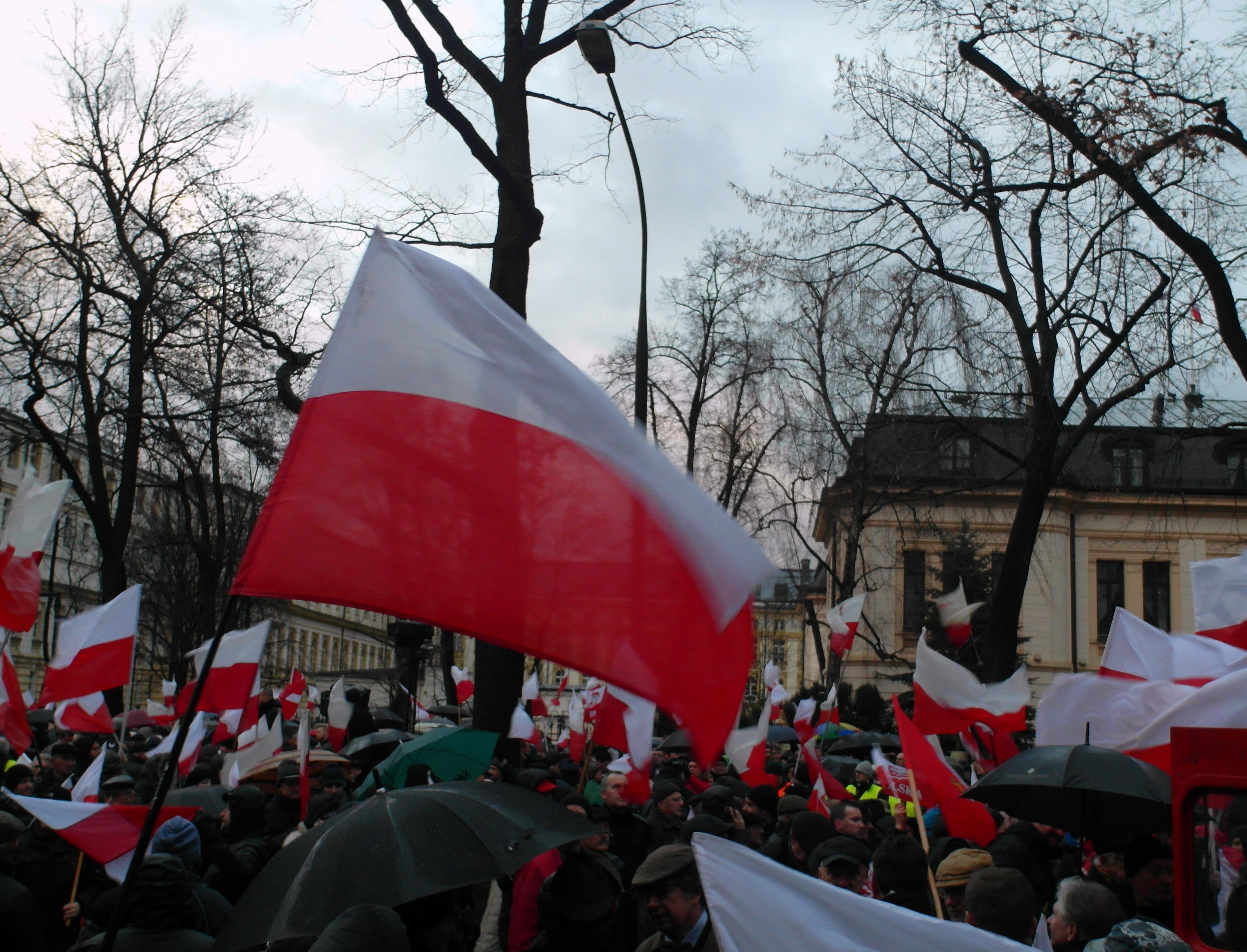
Demonstracja zwolenników zmiany ustawy o Trybunale Konstytucyjnym przed siedzibą TK, 13 grudnia 2015

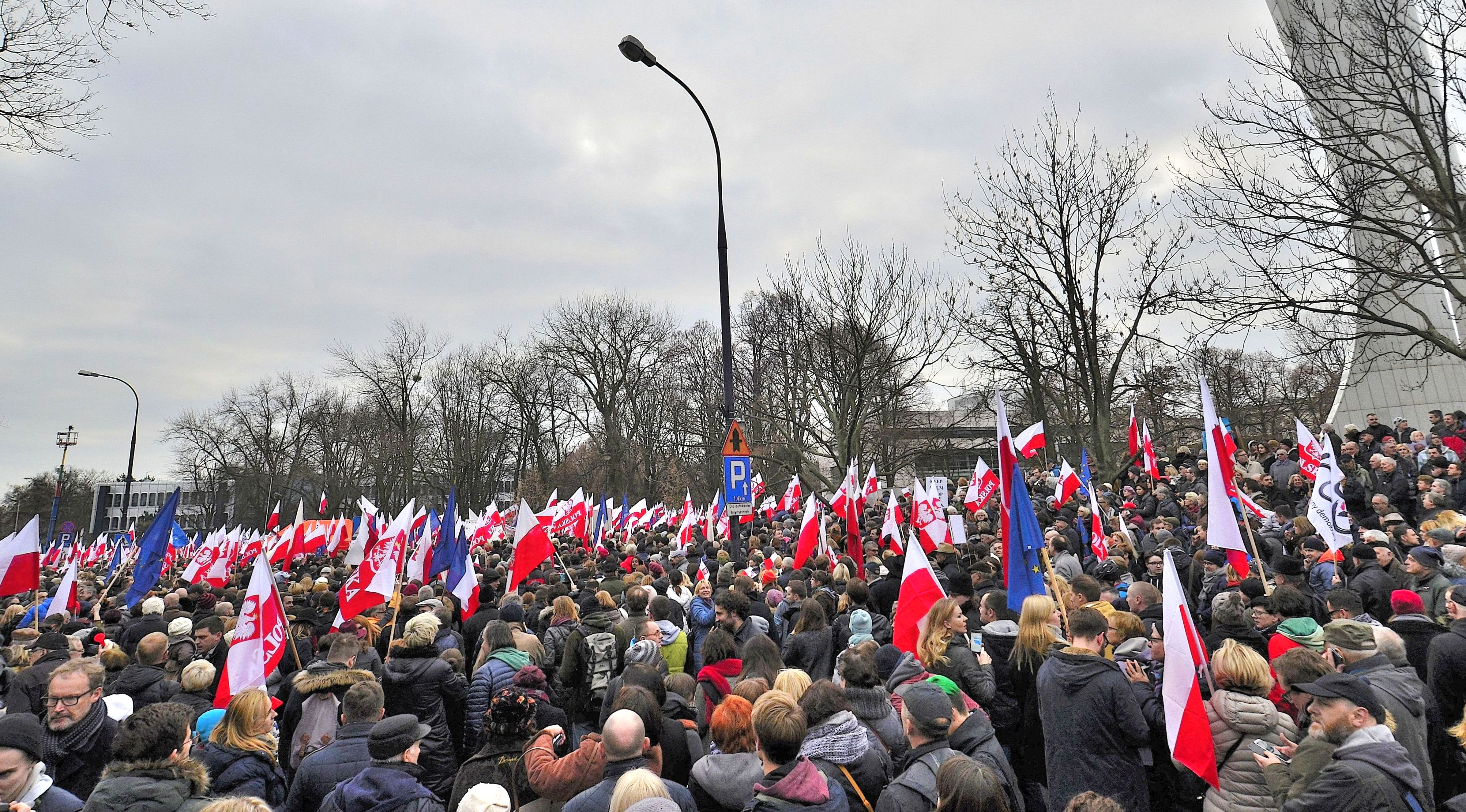
Demonstracja zorganizowana przez Komitet Obrony Demokracji przed Sejmem, 19 grudnia 2015

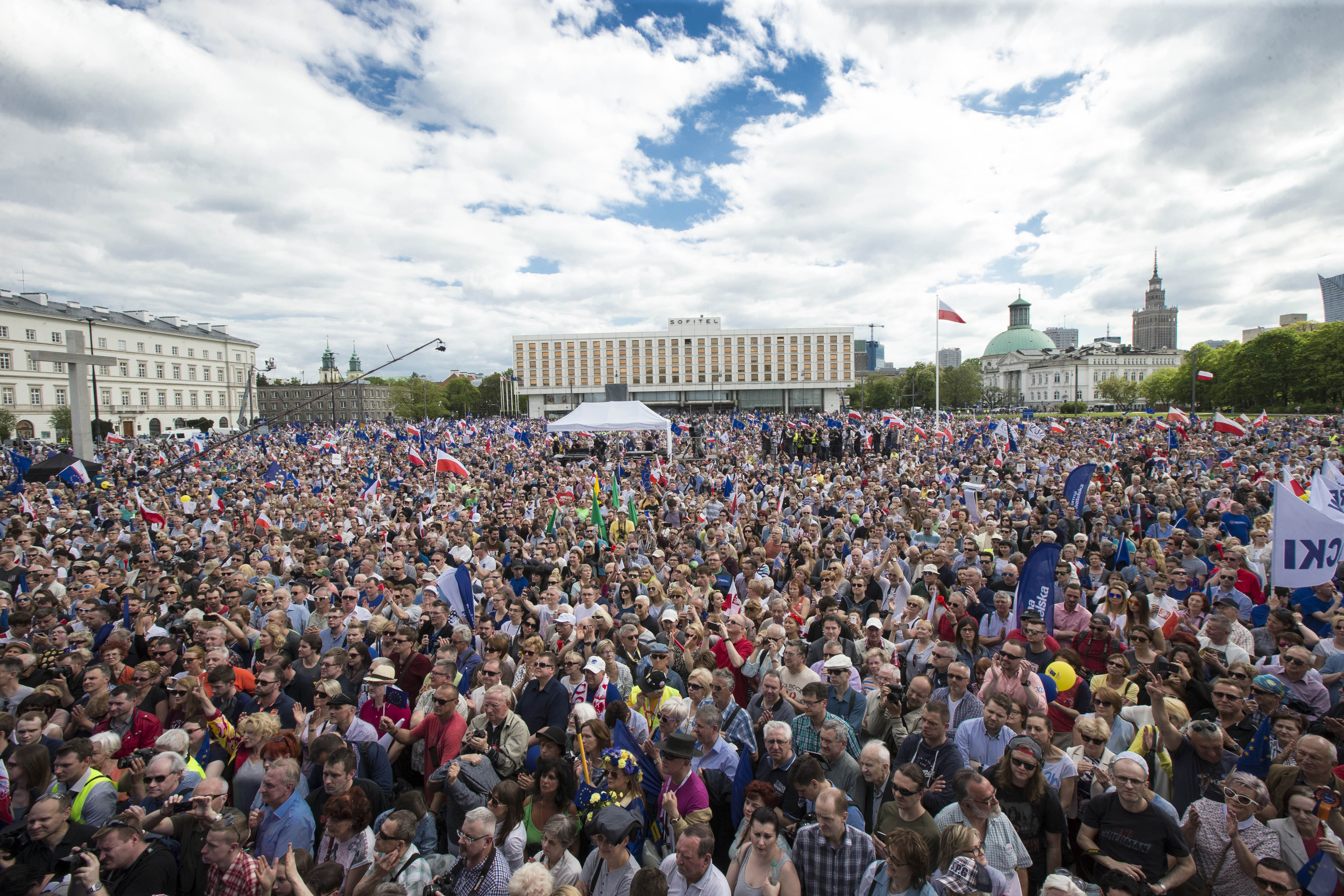
Demonstracja zorganizowana przez Komitet Obrony Demokracji i partie opozycyjne na placu Piłsudskiego w Warszawie, 7 maja 2016

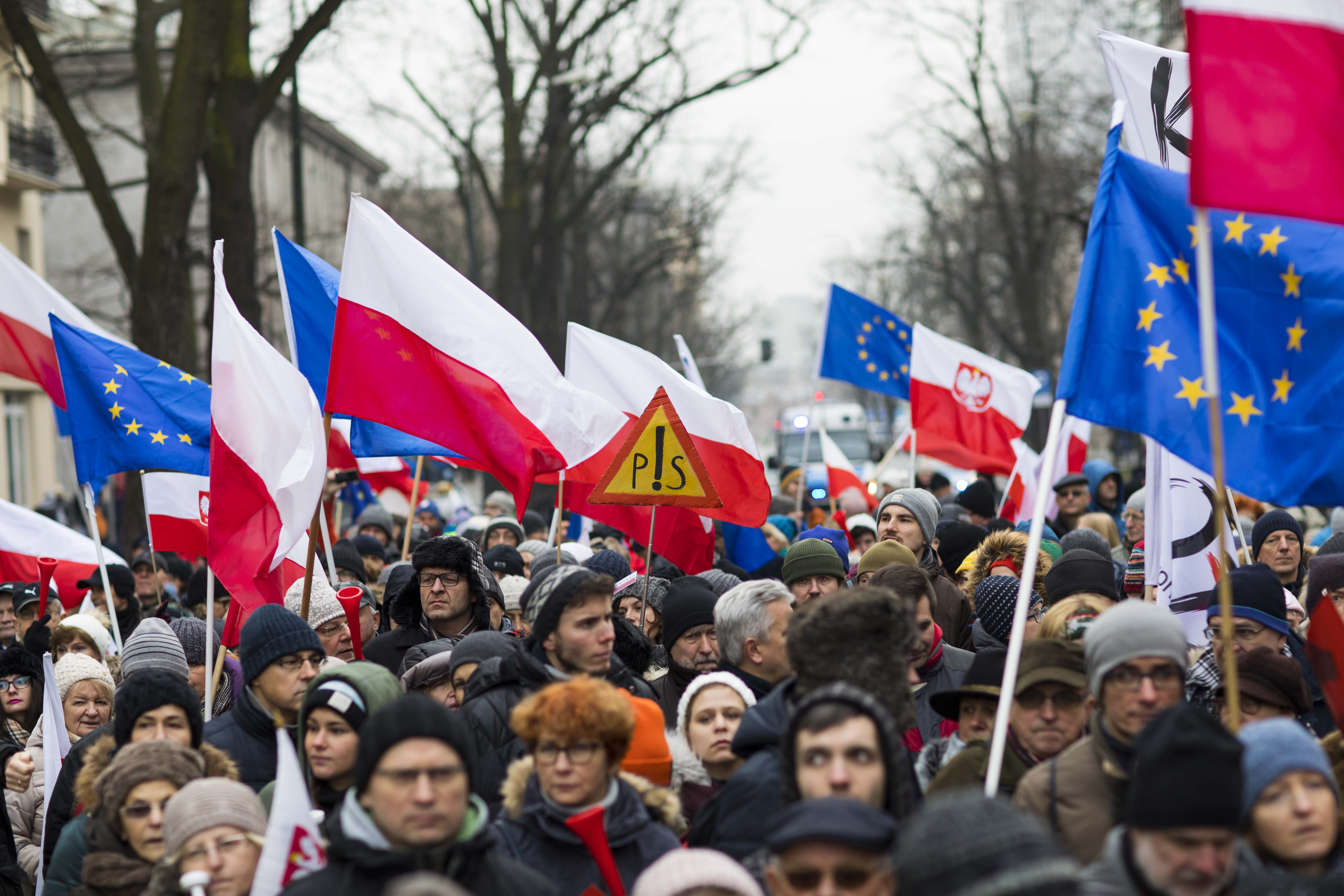
Demonstracja zorganizowana przez KOD pod siedzibą TK w celu podziękowania kończącemu kadencję prezesa Trybunału Andrzejowi Rzeplińskiemu, 18 grudnia 2016

Pierwszy protest przeciwko zmianom w Trybunale Konstytucyjnym zorganizowany pod hasłem „Ręce precz od Trybunału” miał miejsce pod Sejmem w nocy z 25 na 26 listopada 2015. 2 grudnia, w czasie 3. posiedzenia Sejmu VIII kadencji, na którym wybrano pięciu nowych sędziów Trybunału Konstytucyjnego, na ul. Wiejskiej demonstrowali przeciwnicy i zwolennicy zmian personalnych w składzie TK.
3 grudnia 2015 pikietę popierającą Trybunał zorganizował Komitet Obrony Demokracji. 12 grudnia 2015 w wielu polskich miastach odbyły się manifestacje zorganizowane przez KOD. Przez Warszawę przeszła wielotysięczna demonstracja, na czele której stali działacze KOD i politycy opozycji. Manifestujący protestowali przeciwko działaniom parlamentu i prezydenta wobec Trybunału Konstytucyjnego. Marsz rozpoczął się pod siedzibą TK w alei J.Ch. Szucha 12a, a następnie ruszył pod gmach Sejmu i Pałac Prezydencki. Według różnych szacunków w marszu wzięło udział od 17 do 50 tysięcy ludzi.
13 grudnia 2015 odbył się po raz piąty organizowany przez PiS coroczny Marsz Wolności i Solidarności, którego celem było upamiętnienie ofiar stanu wojennego w Polsce w latach 1981–1983. Marsz ten był zaplanowany jeszcze przed powstaniem kryzysu wokół Trybunału Konstytucyjnego, jednak manifestowano również poparcie dla działań parlamentu i prezydenta w sprawie TK. Demonstranci zebrali się na warszawskim placu Trzech Krzyży, a następnie ruszyli pod siedzibę Trybunału. Według różnych szacunków w marszu wzięło udział od 15 do 80 tysięcy ludzi.
19 grudnia 2015 KOD zorganizował protesty w ponad 20 miastach w Polsce i przed polskimi placówkami dyplomatycznymi za granicą. Manifestujący krytykowali działania rządu Beaty Szydło, a także postępowanie parlamentu i prezydenta wobec Trybunału Konstytucyjnego.
Od 9 marca do 17 marca 2016 trwała pikieta Partii Razem przed Kancelarią Prezesa Rady Ministrów, podczas której wyświetlano na elewacji budynku marcowe orzeczenie TK, żądając jego publikacji w Dzienniku Ustaw. 10 marca 2016 przed KPRM odbył się protest KOD z udziałem m.in. polityków PO i Nowoczesnej.
12 marca 2016 KOD i przedstawiciele opozycji zorganizowali kolejną demonstrację w Warszawie. Manifestujący domagali się opublikowania przez rząd wyroku Trybunału Konstytucyjnego z 9 marca 2016. Demonstracja rozpoczęła się pod siedzibą Trybunału, a zakończyła przed Pałacem Prezydenckim. W marszu wzięło udział od 15 do 50 tysięcy ludzi. Do protestów KOD doszło również m.in. we Wrocławiu, Lublinie i Zielonej Górze.
16 marca Komitet Obrony Demokracji przed KPRM ustawił tablicę, pokazującą ile dni minęło od ogłoszenia nieopublikowanego marcowego orzeczenia TK. Teren ten stał się miejscem pikiety, która trwała do 5 czerwca 2018, czyli dnia publikacji wyroków w Dzienniku Urzędowym.
2 kwietnia 2016 przed Kancelarią Premiera miała miejsce pikieta KOD pod hasłem Beata, opublikuj ten wyrok. Manifestacje KOD odbyły się także m.in. w Olsztynie, Kielcach, Łodzi i Katowicach.
25 kwietnia Andrzej Miszk po 39 dniach zakończył głodówkę przed Kancelarią Prezesa Rady Ministrów. Domagał się on opublikowania wyroku Trybunału z 9 marca 2016.
7 maja 2016 podczas masowej manifestacji KOD i głównych partii opozycyjnych w Warszawie domagano się od partii rządzącej poszanowania konstytucyjnej pozycji TK i publikacji wyroku Trybunału z 9 marca 2016.
18 grudnia 2016 pod siedzibą TK odbyła się demonstracja zorganizowana przez KOD w celu podziękowania kończącemu kadencję prezesa TK Andrzejowi Rzeplińskiemu.

### Środowisko akademickie
Uchwały z apelem m.in. o zaniechanie działań prowadzących do osłabienia roli Trybunału Konstytucyjnego przyjęły Rady: Wydziału Prawa i Administracji Uniwersytetu im. Adama Mickiewicza w Poznaniu, Wydziału Prawa i Administracji Uniwersytetu Jagiellońskiego, Wydziału Prawa i Administracji Uniwersytetu Warszawskiego, Wydziału Prawa, Administracji i Ekonomii Uniwersytetu Wrocławskiego, Wydziału Prawa i Administracji Uniwersytetu Łódzkiego, Komitet Nauk Prawnych PAN i Senat Uniwersytetu Warszawskiego. Swój sprzeciw „wobec aktów bezprecedensowego łamania podstawowych zasad Konstytucji RP przez większość parlamentarną oraz prezydenta Rzeczypospolitej, w szczególności wobec nieuprawnionego wpływania na skład i niezależność Trybunału Konstytucyjnego” wyrazili pracownicy naukowi Wydziału Prawa i Administracji Uniwersytetu Śląskiego. Zaniepokojenie sytuacją wokół TK wyraziło również Polskie Towarzystwo Socjologiczne.
W tej samej uchwale Rada Wydziału Prawa i Administracji UJ zwróciła się do prezydenta Andrzeja Dudy, swego absolwenta i wykładowcy, o uszanowanie prawa i wolności obywatelskich, uznając, że podpisana przez niego ustawa z 19 listopada o zmianie ustawy o Trybunale Konstytucyjnym nie daje się pogodzić z zasadą demokratycznego państwa prawnego, naruszając wymogi nieusuwalności sędziów, legalizmu i niedziałania prawa wstecz. Uchwała Rady Wydziału Prawa i Administracji UJ została podjęta większością głosów (55 głosów za, 21 głosów przeciwnych i 6 wstrzymujących), a sześciu członków Rady wydało oświadczenie wyrażające sprzeciw wobec praktyki rozstrzygania o słuszności ocen, poglądów i interpretacji prawnych związanych z aktualnymi wydarzeniami politycznymi w drodze głosowania, w oparciu o zasadę większości, a także wykorzystywaniu uchwał Rady Wydziału w celu – jak praktyka pokazała – podniesienia rangi i mocy przegłosowanych poglądów, ocen i interpretacji prawnych.
Uchwały wzywające prezesa Rady Ministrów do opublikowania wyroku TK z 9 marca 2016 przyjęły: Wydział Prawa i Administracji Uniwersytetu Śląskiego, Wydział Prawa i Administracji Uniwersytetu Łódzkiego oraz Wydział Prawa i Administracji Uniwersytetu Warszawskiego.
12 grudnia 2016 uchwałę w sprawie naruszania ładu konstytucyjnego przez władze państwowe Rzeczypospolitej przyjęła Rada Wydziału Prawa i Administracji Uniwersytetu Warszawskiego. 19 grudnia Rada Wydziału Prawa, Administracji i Ekonomii Uniwersytetu Wrocławskiego podjęła uchwałę stwierdzającą, że „podejmowanie działań paraliżujących Trybunał Konstytucyjny jest niedopuszczalne i prowadzi do zaburzenia ładu prawnego, którego fundamentem jest Konstytucja RP”. 10 stycznia 2017 Rada Wydziału Prawa i Administracji Uniwersytetu Śląskiego przyjęła uchwałę, w której oznajmiła, że „z narastającym zaniepokojeniem obserwuje coraz częstsze przypadki naruszania Konstytucji RP przez władzę ustawodawczą i wykonawczą”. Tego samego dnia Senat Uniwersytetu Jagiellońskiego wydał uchwałę w kwestii poszanowania ładu demokratycznego w Polsce, której treść dzień później poparło Kolegium Rektorów Szkół Wyższych Krakowa.
Ponadto w wypowiedziach publicznych reformy Prawa i Sprawiedliwości, jako istotnie naruszające ład konstytucyjny w Polsce i podające w wątpliwość istnienie niezależnego Trybunału Konstytucyjnego, krytykowali prawnicy należący do środowiska akademickiego, m.in. Adam Strzembosz, Andrzej Zoll, Marek Safjan, Jerzy Stępień, Ewa Łętowska, Bohdan Zdziennicki, Tomasz Gizbert-Studnicki, Stanisław Waltoś, Jerzy Stelmach, Jan Zimmermann, Fryderyk Zoll, Ryszard Piotrowski, Wojciech Sadurski i Marek Chmaj.
W październiku 2021 r. dziekani 15 wydziałów prawa polskich uczelni opublikowali wspólne stanowisko w związku z „rozstrzygnięciem Trybunału Konstytucyjnego z 7 października 2021 roku”. W którym wyrazili pełne poparcie dla stanowiska wyrażonego w uchwale Komitetu Nauk Prawnych PAN nr 04/2021 z 12 października 2021 r. w tej samej sprawie a także stwierdzili, że „rozstrzygnięcie Trybunału Konstytucyjnego zostało podjęte z naruszeniem Konstytucji RP z udziałem osób nieuprawnionych do orzekania oraz wykracza w istocie poza zakres kognicji Trybunału Konstytucyjnego, która nie obejmuje kontroli orzeczeń sądowych, w tym orzeczeń Trybunału Sprawiedliwości UE”

### Sądy
Uchwały wyrażające m.in. sprzeciw wobec działań i wypowiedzi przedstawicieli władzy ustawodawczej i wykonawczej wydały: Zgromadzenia Przedstawicieli Sędziów Apelacji Katowickiej, Apelacji Łódzkiej, Apelacji Krakowskiej, Apelacji Wrocławskiej, Apelacji Warszawskiej, Okręgu Sądu Okręgowego w Bydgoszczy, Okręgu Sądu Okręgowego w Szczecinie i Okręgu Sądu Okręgowego w Gliwicach, Zgromadzenia Ogólne Sędziów Okręgu Sądu Okręgowego w Opolu, Okręgu Sądu Okręgowego w Koninie, Okręgu Sądu Okręgowego w Zielonej Górze, Okręgu Sądu Okręgowego w Bielsku-Białej, Okręgu Sądu Okręgowego w Lublinie, Okręgu Sądu Okręgowego w Słupsku, Apelacji Rzeszowskiej i Apelacji Szczecińskiej, Zgromadzenie Sędziów Okręgu Sądu Okręgowego w Toruniu oraz Zebrania Przedstawicieli Zgromadzeń Ogólnych Sędziów Okręgów i Zebrań Sędziów Sądów Apelacyjnych.
Uchwały wzywające prezesa Rady Ministrów do opublikowania wyroku Trybunału Konstytucyjnego z dnia 9 marca 2016, a także kolejnych jego orzeczeń, podjęły: Zgromadzenia Ogólne Sędziów Okręgu Płockiego, Okręgu Sądu Okręgowego w Poznaniu, Okręgu Sądu Okręgowego w Zielonej Górze, Okręgu Sądu Okręgowego w Toruniu, Okręgu Sądu Okręgowego w Bielsku-Białej, Okręgu Sądu Okręgowego w Radomiu, Okręgu Sądu Okręgowego w Częstochowie, Okręgu Sądu Okręgowego w Lublinie i Apelacji Białostockiej, Zgromadzenia Przedstawicieli Sędziów Apelacji Krakowskiej, Apelacji Wrocławskiej, Apelacji Warszawskiej i Okręgu Sądu Okręgowego w Gliwicach oraz Zebranie Sędziów Sądu Apelacyjnego w Katowicach.
26 kwietnia 2016 Zgromadzenie Ogólne Sędziów Sądu Najwyższego przyjęło uchwałę, w której stwierdziło, że: „Zgodnie z art. 190 ust. 2 Konstytucji Rzeczypospolitej Polskiej orzeczenia Trybunału Konstytucyjnego podlegają niezwłocznemu opublikowaniu. Nieopublikowany wyrok Trybunału Konstytucyjnego, stwierdzający niezgodność z Konstytucją określonego przepisu uchyla domniemanie jego zgodności z Konstytucją z chwilą ogłoszenia wyroku przez Trybunał Konstytucyjny w toku postępowania”.
27 kwietnia 2016 Kolegium Naczelnego Sądu Administracyjnego w wydanej uchwale podkreśliło, że w judykaturze sądów administracyjnych nie budził wątpliwości charakter orzeczeń Trybunału Konstytucyjnego, które zgodnie z art. 190 ust. 1 Konstytucji mają moc powszechnie obowiązującą i są ostateczne. Kolegium NSA uznało także za niedopuszczalne i oburzające wypowiedzi polityków Prawa i Sprawiedliwości określające sędziów Sądu Najwyższego obradujących poprzedniego dnia na Zgromadzeniu Ogólnym jako „zespół kolesi”.
We wrześniu 2016 Nadzwyczajny Kongres Sędziów Polskich w jednej z przyjętych uchwał stwierdził, że „w dotychczasowej historii wolnej Polski sędziowie różnych szczebli sądów i trybunałów nie byli przedmiotem tak drastycznych działań zmierzających do obniżenia ich autorytetu”. Wezwał w niej też do „poszanowania wyroków TK i ich publikowania” oraz wyraził swój sprzeciw wobec „decyzji prezydenta Rzeczypospolitej Polskiej, który odmówił zaprzysiężenia wybranych zgodnie z prawem sędziów Trybunału Konstytucyjnego”.
Uchwały popierające uchwały wydane na Nadzwyczajnym Kongresie Sędziów Polskich podjęły:

- Zgromadzenie Ogólne Sędziów Apelacji Poznańskiej,
- Zgromadzenie Ogólne Sędziów Apelacji Szczecińskiej,
- Zgromadzenie Przedstawicieli Sędziów Apelacji Gdańskiej,
- Zgromadzenie Ogólne Sędziów Apelacji Białostockiej,
- Zgromadzenie Ogólne Sędziów Apelacji Krakowskiej,
- Zgromadzenie Ogólne Sędziów Apelacji Lubelskiej,
- Zgromadzenie Ogólne Sędziów Apelacji Katowickiej,
- Zgromadzenie Ogólne Sędziów Apelacji Wrocławskiej,
- Zgromadzenie Ogólne Sędziów Apelacji Warszawskiej,
- Zgromadzenie Ogólne Sędziów Apelacji Łódzkiej,
- Zgromadzenie Ogólne Sędziów Apelacji Rzeszowskiej
- Zgromadzenie Przedstawicieli Sędziów Sądu Okręgowego w Krakowie,
- Zgromadzenie Przedstawicieli Sędziów Okręgu w Bydgoszczy,
- Zgromadzenie Przedstawicieli Sędziów Okręgu Sądu Okręgowego w Warszawie,
- Zgromadzenie Przedstawicieli Sędziów Okręgu Sądu Okręgowego w Katowicach,
- Zgromadzenie Ogólne Sędziów Okręgu Sądu Okręgowego w Zielonej Górze,
- Zgromadzenie Ogólne Sędziów Okręgu Sądu Okręgowego w Rzeszowie,
- Zgromadzenie Ogólne Sędziów Okręgu Sądu Okręgowego we Wrocławiu,
- Zgromadzenie Ogólne Sędziów Okręgu Sądu Okręgowego w Koninie,
- Zgromadzenie Ogólne Sędziów Okręgu Sądu Okręgowego w Radomiu,
- Zgromadzenie Ogólne Sędziów Okręgu Kaliskiego,
- Zgromadzenie Ogólne Sędziów Okręgu Sądu Okręgowego w Bielsku-Białej,
- Zgromadzenie Ogólne Sędziów Okręgu Sądu Okręgowego w Gliwicach,
- Zgromadzenie Ogólne Sędziów Okręgu Sądu Okręgowego w Elblągu,
- Zgromadzenie Ogólne Sędziów Okręgu Sądu Okręgowego w Słupsku,
- Zgromadzenie Przedstawicieli Sędziów Okręgu Sądu Okręgowego w Szczecinie,
- Zgromadzenie Ogólne Sędziów Okręgu Koszalińskiego,
- Zgromadzenie Ogólne Sędziów Okręgu Sądu Okręgowego w Poznaniu,
- Zgromadzenie Ogólne Sędziów Okręgu Sądu Okręgowego w Nowym Sączu,
- Zgromadzenie Ogólne Sędziów Okręgu Sądu Okręgowego w Legnicy,
- Zgromadzenie Ogólne Sędziów Okręgu Sądu Okręgowego w Lublinie,
- Zgromadzenie Ogólne Sędziów Okręgu Sądu Okręgowego w Kielcach,
- Zgromadzenie Ogólne Sędziów Sądu Okręgowego w Ostrołęce,
- Zgromadzenie Ogólne Sędziów Sądu Okręgowego w Częstochowie,
- Zgromadzenie Ogólne Sędziów Sądu Okręgowego w Gdańsku,
- Zgromadzenie Ogólne Sędziów Sądu Okręgowego w Białymstoku,
- Zgromadzenie Ogólne Sędziów Okręgu Sądu Okręgowego w Tarnowie,
- Zgromadzenie Ogólne Sędziów Okręgu Sądu Okręgowego w Opolu,
- Zgromadzenie Ogólne Sędziów Okręgu Sądu Okręgowego w Łomży,
- Zgromadzenie Ogólne Sędziów Okręgu Sądu Okręgowego w Suwałkach.

### Organizacje prawnicze, praw człowieka i inne organizacje pozarządowe
Zaniepokojenie sytuacją wokół Trybunału wyraziły: Krajowa Rada Sądownictwa, Naczelna Rada Adwokacka, Krajowa Rada Radców Prawnych, Zrzeszenie Prawników Polskich, Polskie Towarzystwo Prawa Konstytucyjnego, Stowarzyszenie Sędziów Polskich „Iustitia” Stowarzyszenie Sędziów „Themis”, Porozumienie Samorządów Zawodowych i Stowarzyszeń Prawniczych, Sekcja Polska Międzynarodowej Komisji Prawników, Stowarzyszenie Interwencji Prawnej, Polskie Towarzystwo Prawa Antydyskryminacyjnego, Stowarzyszenie im. Prof. Zbigniewa Hołdy, Komitet Helsiński w Polsce, Helsińska Fundacja Praw Człowieka, Amnesty International Polska, Kampania Przeciw Homofobii, Fundacja Trans-Fuzja, Stowarzyszenie Homo Faber, INPRIS – Instytut Prawa i Społeczeństwa, Instytut Allerhanda, Fundacja im. Stefana Batorego, Stowarzyszenie przeciw Antysemityzmowi i Ksenofobii Otwarta Rzeczpospolita, Fundacja Stańczyka, Forum Obywatelskiego Rozwoju, Klub Jagielloński, Sieć Obywatelska Watchdog Polska, Fundacja ePaństwo, Akcja Demokracja, Centrum Edukacji Obywatelskiej, Fundacja Frank Bold, Stowarzyszenie Projekt: Polska, Instytut Spraw Publicznych, Ars Legis – Stowarzyszenie im. Św. Ivo Helory – Patrona Prawników, Fundacja Panoptykon, Obywatelskie Forum Legislacji, Stradomskie Centrum Dialogu, Business Centre Club, Konfederacja Lewiatan, Fundacja Unia & Polska, Fundacja Dziennikarska „Medium Publiczne”, Stowarzyszenie Młodzi Reformują Polskę, Fundacja „Przysiółek”, Stowarzyszenie „Zmieniamy Koszalin” i Fundacja Akademia Zdrowego Życia.
Do opublikowania przez prezesa Rady Ministrów marcowego wyroku TK i kolejnych jego wyroków wezwały: Krajowa Rada Sądownictwa, Naczelna Rada Adwokacka, Zrzeszenie Prawników Polskich, Stowarzyszenie Sędziów Polskich „Iustitia”, Stowarzyszenie Sędziów „Themis”, Komitet Helsiński w Polsce, Helsińska Fundacja Praw Człowieka i Konfederacja Lewiatan. Krajowa Rada Radców Prawnych zaapelowała do władzy ustawodawczej i wykonawczej o wykonanie zaleceń Komisji Weneckiej. Zrzeszenie Prawników Polskich wezwało też prezydenta RP „do przyjęcia ślubowania od trzech sędziów Trybunału Konstytucyjnego, prawidłowo wybranych przez Sejm poprzedniej kadencji w październiku 2015”.
Krajowa Rada Sądownictwa, Stowarzyszenie Sędziów Polskich „Iustitia”, Stowarzyszenia Sędziów Rodzinnych Pro Familia i Stowarzyszenie Sędziów „Themis” potępiły list Prokuratora Generalnego Zbigniewa Ziobry do prezesa Trybunału Konstytucyjnego Andrzeja Rzeplińskiego z dnia 5 kwietnia 2016, w którym pisał o potencjalnej kontroli sędziów TK.
Stowarzyszenie Sędziów Polskich „Iustitia”, Stowarzyszenie Sędziów „Themis”, Stowarzyszenie Sędziów Rodzinnych w Polsce i Stowarzyszenie Sędziów Rodzinnych Pro Familia wyraziły sprzeciw wobec wypowiedzi posłanki Beaty Mazurek, rzeczniczki prasowej klubu parlamentarnego PiS, która 26 kwietnia 2016 Zgromadzenie Ogólne Sędziów Sądu Najwyższego nazwała „zespołem kolesi, którzy bronią status quo poprzedniej władzy”, a jego uchwały „szerzeniem anarchii w kraju”.
26 listopada 2016 Krajowy Zjazd Adwokatury w jednej z podjętych uchwał podkreślił, że „Konstytucja RP nie daje żadnemu organowi władzy ustawodawczej lub wykonawczej prawa do ingerowania w proces wydawania oraz publikacji orzeczeń Trybunału Konstytucyjnego, ani do oceny prawidłowości wyboru sędziów Trybunału Konstytucyjnego”. W uchwale stwierdzono również, że „permanentny proces zmian ustawowej regulacji zasad działania Trybunału Konstytucyjnego pozostaje w sprzeczności z ustrojowymi fundamentami Rzeczypospolitej, godzi w zasady tworzenia prawa, jego stabilność, a w konsekwencji skutkuje dysfunkcjonalnością filarów demokratycznego państwa prawnego”.

### Kancelaria Sejmu
W marcu 2016 szef Kancelarii Sejmu Lech Czapla odwołał wszystkich członków Komitetu Redakcyjnego „Przeglądu Sejmowego”, w skład którego wchodziło trzech sędziów Trybunału Konstytucyjnego: Piotr Tuleja (redaktor naczelny), Mirosław Granat i Marek Zubik.

### Samorząd terytorialny
Uchwały, stanowiska, deklaracje, apele lub rezolucje o stosowaniu się do orzeczeń Trybunału Konstytucyjnego, także tych, których promulgacja została wstrzymana przez prezesa Rady Ministrów, przyjęły rady miast: Łodzi, Poznania, Warszawy, Bydgoszczy, Słupska, Gorzowa Wielkopolskiego, Gdańska, Sopotu, Koszalina, Olsztyna, Krakowa, Wrocławia, Częstochowy i Głowna, a także sejmiki województw: Lubelskiego, Pomorskiego, Zachodniopomorskiego, Wielkopolskiego i Łódzkiego. Analogiczny projekt uchwały odrzucili radni Opola.
Wojewoda łódzki Zbigniew Rau stwierdził nieważność uchwały rady miasta Łodzi, deklaracji i apelu rady miejskiej w Głownie oraz stanowiska sejmiku województwa, wojewoda zachodniopomorski Piotr Jania unieważnił uchwały sejmiku województwa i rady miejskiej Koszalina, wojewoda pomorski Dariusz Drelich uchylił stanowisko słupskiej rady miejskiej, apel rady miasta Gdańska i rezolucję rady miejskiej Sopotu, wojewoda mazowiecki Zdzisław Sipiera – stanowisko rady m.st. Warszawy, wojewoda wielkopolski Zbigniew Hoffmann – uchwałę sejmiku województwa, a wojewoda małopolski Józef Pilch – rezolucję krakowskiej rady miejskiej.
Samorządy zaskarżyły decyzje wojewodów do Wojewódzkich Sądów Administracyjnych. WSA w Łodzi oddalił skargi łódzkiej rady miejskiej i sejmiku województwa, WSA w Gdańsku – skargi rad miasta Słupska, Gdańska i Sopotu, WSA w Poznaniu – skargę sejmiku wielkopolskiego, a WSA w Szczecinie – skargi koszalińskiej rady miejskiej i sejmiku zachodniopomorskiego. WSA w Łodzi uchylił zaskarżone rozstrzygnięcie nadzorcze stwierdzające nieważność deklaracji rady miejskiej w Głownie i oddalił skargę rady dotyczącą stwierdzenia nieważności jej apelu do burmistrza Głowna. Naczelny Sąd Administracyjny uchylił zaskarżony przez radę miasta Koszalin wyrok i zaskarżone przez nią rozstrzygnięcie nadzorcze, oddalił natomiast skargi kasacyjne Głowna, Łodzi, Gdańska i wojewody łódzkiego w sprawie deklaracji rady miejskiej w Głownie.

### Reakcje międzynarodowe

#### Unia Europejska
Kryzys wokół polskiego Trybunału Konstytucyjnego był szeroko komentowany przez przedstawicieli innych państw i organizacji międzynarodowych, w szczególności przez przedstawicieli Unii Europejskiej. Przewodniczący Parlamentu Europejskiego Martin Schulz stwierdził, że sytuacja w Polsce przypomina zamach stanu, co według premier Beaty Szydło, było wypowiedzią „nie do przyjęcia”. Z kolei wiceprzewodniczący Komisji Europejskiej Frans Timmermans wysłał list do ministrów Zbigniewa Ziobry i Witolda Waszczykowskiego z prośbą o wyjaśnienie sytuacji wokół Trybunału. 13 stycznia 2016 Komisja Europejska wszczęła procedurę badania praworządności w Polsce, jako jedną z przyczyn wskazując polityczny i prawny spór dotyczący składu Trybunału Konstytucyjnego.
19 stycznia 2016 w Parlamencie Europejskim odbyła się debata na temat praworządności w Polsce, w tym sytuacji wokół Trybunału Konstytucyjnego. W debacie wzięła udział premier Beata Szydło.
5 kwietnia 2016 w ramach procedury kontroli praworządności wizytę w Polsce odbył 1. wiceprzewodniczący Komisji Europejskiej Frans Timmermans. Po rozmowach z przedstawicielami władz polskich, w tym rządu i TK, stwierdził, iż konieczne jest opublikowanie przez premiera wyroku TK z 9 marca 2016 i respektowanie przez organy państwa wszystkich orzeczeń Trybunału.
13 kwietnia 2016 Parlament Europejski przyjął rezolucję, w której potępił działania polskiego rządu i wezwał go do respektowania orzeczeń Trybunału Konstytucyjnego oraz do wykonania w pełni zaleceń Komisji Weneckiej.
18 maja 2016 Komisja Europejska zwróciła się do premier Beaty Szydło o przedstawienie do 23 maja informacji o działaniach w sprawie rozwiązania kryzysu wokół Trybunału Konstytucyjnego.
1 czerwca 2016 Komisja przyjęła negatywną opinię na temat praworządności i demokracji w Polsce. Rząd Beaty Szydło otrzymał dwa tygodnie na ustosunkowanie się do zarzutów.
27 lipca 2016 Komisja Europejska sformułowała zalecenia w sprawie systemowego zagrożenia dla państwa prawa w Polsce i wyznaczyła okres trzech miesięcy na ich realizację:
- pełne wykonanie orzeczeń TK z 3 i 9 grudnia 2015;
- promulgację i pełne zrealizowanie wyroku Trybunału z 9 marca 2016 i jego późniejszych orzeczeń oraz zagwarantowanie automatycznego publikowania przyszłych wyroków;
- zapewnienie zgodności wszelkich nowelizacji ustawy o TK z opinią Komisji Weneckiej i z wyrokami Trybunału, wliczając w to orzeczenia z 3 i 9 grudnia 2015 oraz 9 marca 2016; zagwarantowanie Trybunałowi skuteczności działań;
- zapewnienie Trybunałowi Konstytucyjnemu możliwości zbadania ustawy o TK z 22 lipca 2016 przed wejściem jej w życie; opublikowanie i wykonanie w pełni wyroku Trybunału w tej sprawie;
- powstrzymanie się od działań i wypowiedzi, które mogłyby godzić w Trybunał Konstytucyjny.

14 września 2016 Parlament Europejski przyjął kolejną rezolucję w sprawie Polski, w której m.in. wyraził zaniepokojenie i ubolewanie sytuacją wokół TK.
21 grudnia 2016 Komisja Europejska podjęła decyzję o przesłaniu do Polski dodatkowych rekomendacji w związku z niewypełnieniem przez władze w Warszawie dotychczasowych wskazań dotyczących rozwiązania kryzysu wokół Trybunału Konstytucyjnego.
26 lipca 2017 KE przyjęła kolejne zalecenia w sprawie rządów prawa w Polsce.
15 listopada 2017 Parlament Europejski wydał trzecią rezolucję dotyczącą sytuacji w Polsce, w której m.in. wyraził „głębokie ubolewanie i rosnące zaniepokojenie faktem, że nie znaleziono kompromisowego rozwiązania zasadniczego problemu, jakim jest należyte funkcjonowanie Trybunału Konstytucyjnego (kwestia jego niezależności i legitymacji, a także publikowania i wykonywania wszystkich wyroków), co niebezpiecznie podważa Konstytucję RP oraz zasady demokracji i praworządności w Polsce”.
20 grudnia 2017 Komisja Europejska wnioskowała do Rady Unii Europejskiej o stwierdzenie istnienia „wyraźnego ryzyka poważnego naruszenia zasady praworządności” w Polsce na podstawie art. 7. Traktatu o Unii Europejskiej. Było to pierwsze w historii użycie tego artykułu. Według Komisji reforma sądownictwa podporządkowała sądy kontroli politycznej rządzącej większości i „brak niezależności sądów rodzi poważne wątpliwości, czy prawo UE jest skutecznie stosowane”. Jednocześnie Komisja wydała Polsce czwarte zalecenie w sprawie praworządności od którego uzależniła ponowne rozpatrzenie wniosku. Zalecenie dotyczyło zmian w ustawach o Krajowej Radzie Sądownictwa, sądach powszechnych, Sądzie Najwyższym oraz „przywrócenia niezależności i legitymacji Trybunału Konstytucyjnego przez zapewnienie, aby Prezes i Wiceprezes byli wybierani zgodnie z prawem oraz aby wyroki Trybunału były publikowane i w całości wykonywane”.
1 marca 2018 PE przyjął koleją rezolucję w sprawie sytuacji w Polsce. Poparł w niej Komisję w kwestii uruchomienia artykułu 7 wobec Polski.
Parlament Europejski w przyjętej 21 października 2021 rezolucji potępił polski Trybunał Konstytucyjny jako „narzędzie legalizacji bezprawnych działań władzy”. „Unia Europejska musi chronić obywateli Polski, którzy w przeważającej większości pozostają proeuropejscy” - brzmi fragment rezolucji. Parlament potępił „próbę podważenia nadrzędności prawa UE” oraz wezwał Radę i Komisję Europejską do „niezwłocznej ochrony obywateli Polski oraz UE”.
16 lutego 2022 TSUE oddalił skargę Polski na rozporządzenie Parlamentu Europejskiego i Rady 2020/2092 (UE, Euratom) z dnia 16 grudnia 2020 r., którym wprowadzono mechanizm uzależnienia wypłaty środków europejskich na rzecz państw członkowskich od przestrzegania przez te państwa zasad państwa prawnego.

#### Rada Europy
W grudniu 2015 przedstawiciele Rady Europy zaapelowali do polskich władz o poszanowanie wyroków TK i wstrzymanie prac nad nowelizacją ustawy o Trybunale.
Minister spraw zagranicznych Witold Waszczykowski zwrócił się do Europejskiej Komisji na rzecz Demokracji przez Prawo (tzw. Komisji Weneckiej) o opinię w sprawie uchwalonej 22 grudnia 2015 nowelizacji do ustawy o Trybunale Konstytucyjnym. W dniach 8 i 9 lutego 2016 przedstawiciele Komisji (na czele z jej przewodniczącym Giannim Buquicchio) odbyli wizytę w Polsce, w trakcie której przeprowadzili rozmowy z przedstawicielami wielu organów państwa (m.in. z prezydentem, posłami, senatorami i sędziami Trybunału Konstytucyjnego) na temat istoty i znaczenia nowelizacji.
11 marca 2016 Komisja Wenecka wydała opinię na temat kryzysu konstytucyjnego w Polsce (na 130 osób biorących udział w posiedzeniu zdanie odrębne złożył Węgier Andras Zs. Varga), w której stwierdziła m.in., że:
- konflikt wokół TK ma swoje źródło w działaniach Sejmu poprzedniej kadencji,
- zarówno poprzednia, jak i obecna większość sejmowa podejmowały niekonstytucyjne działania,
- nowelizacja ustawy o TK z 22 grudnia 2015 stanowi zagrożenie dla rządów prawa i funkcjonowania demokracji, a rozwiązania prawne w niej przyjęte grożą spowolnieniem i paraliżem Trybunału,
- TK miał prawo zbadać nowelizację bez stosowania przepisów podlegających ocenie zgodności z Konstytucją,
- odmowa opublikowania wyroku Trybunału z 9 marca byłaby nie tylko niezgodna z praworządnością, ale także pogłębiłaby kryzys,
- rozwiązanie sporu wokół TK musi opierać się na zobowiązaniu do respektowania i pełnego realizowania orzeczeń Trybunału,
- w dalszej przyszłości należałoby zmienić Konstytucję, tak aby sędziów Trybunału Konstrukcyjnego wybierać większością kwalifikowaną, wiązałoby się to z ustanowieniem mechanizmu, który zapobiegałby przypadkom impasu; rozsądną alternatywą byłoby wprowadzenie systemu, w którym jedna trzecia sędziów TK byłaby wybierana przez każdą z trzech władz państwowych – prezydenta, parlament i władzę sądowniczą.

Podczas wizyty w Polsce 4 kwietnia 2016 sekretarz generalny Rady Europy Thorbjørn Jagland po rozmowach z przedstawicielami rządu, TK i Rzecznikiem Praw Obywatelskich stwierdził, iż Trybunał został sparaliżowany i że „nie ma w tej chwili w Polsce systemu opartego na praworządności”. Uznał, iż początkiem wyjścia z tej sytuacji musi być opublikowanie wyroku TK z 9 marca 2016.
15 czerwca 2016 ukazał się raport Nilsa Muižnieksa, Komisarza Praw Człowieka Rady Europy, dotyczący stanu praw człowieka w Polsce, w którym m.in. wyraził on zaniepokojenie paraliżem Trybunału Konstytucyjnego i wezwał polskie władze do zrealizowania zaleceń Komisji Weneckiej.
8 lipca 2016 Nils Muižnieks stwierdził, że przyjęty dzień wcześniej przez Sejm projekt ustawy o TK stwarza poważne zagrożenie dla praworządności, a Thorbjørn Jagland oświadczył, że zwróci się do Komisji Weneckiej o zbadanie projektu pod kątem jego zgodności z marcową opinią Komisji.
Przedstawiciele Komisji Weneckiej przybyli do Polski na wizytę zaplanowaną na 12–13 września 2016, by zapoznać się ze stanem przestrzegania praworządności w kraju. Celem wizyty było w szczególności odbycie spotkań na temat ustawy o TK z 22 lipca 2016 z reprezentantami Sejmu, Senatu, Trybunału Konstytucyjnego, Sądu Najwyższego, Ministerstwa Sprawiedliwości i Rzecznikiem Praw Obywatelskich. Sędziowie TK wybrani przez Sejm VIII kadencji: Zbigniew Jędrzejewski, Julia Przyłębska, Piotr Pszczółkowski, Henryk Cioch, Lech Morawski i Mariusz Muszyński odmówili spotkania z przedstawicielami Komisji Weneckiej.
14 października 2016 Komisja Wenecka przyjęła opinię, zgodnie z którą ustawa z 22 lipca 2016 nie spełnia dwóch warunków właściwej równowagi w państwie prawa: niezależności wymiaru sprawiedliwości oraz roli Trybunału Konstytucyjnego jako ostatecznego arbitra w systemie kontroli konstytucyjności prawa. Komisja negatywnie oceniła także m.in. zawłaszczenie przez Kancelarię Prezesa Rady Ministrów prawa decydowaniu o publikacji wyroków Trybunału. Przeciw przyjęciu opinii głosował, podobnie jak w marcu, jeden członek Komisji – przedstawiciel Węgier. Rząd Beaty Szydło nie wysłał swoich przedstawicieli na posiedzenie Komisji w proteście przeciwko jej „stronniczości, nieuczciwości, niekompetencji”.
16 stycznia 2017 przewodniczący Komisji Weneckiej Gianni Buquicchio wydał oświadczenie, w którym wyraził zaniepokojenie:
- wyborem nowej prezes Trybunału na podstawie budzącej wątpliwości procedury;
- przekazaniem uprawnień przez nową prezes TK sędziemu, który został wybrany na podstawie prawnej zakwestionowanej przez Trybunał;
- wysłaniem wiceprezesa TK na przymusowy urlop;
- próbą podważenia wyboru trzech sędziów Trybunału 7 lat po nich powołaniu.

11 października 2017 Zgromadzenie Parlamentarne Rady Europy przyjęło rezolucję w sprawie praworządności w Polsce, Mołdawii, Rumunii, Bułgarii i Turcji, w której m.in. wezwano polskie władze do „pełnej współpracy z Komisją Wenecką i realizacji jej zaleceń, w szczególności w odniesieniu do składu i funkcjonowania Trybunału Konstytucyjnego”.

#### Stany Zjednoczone
29 grudnia 2015 Departament Stanu Stanów Zjednoczonych zwrócił się do polskiego rządu z pytaniami o charakter najnowszych zmian prawnych dotyczących Trybunału Konstytucyjnego. Trzej amerykańscy senatorowie (John McCain, Ben Cardin i Richard Durbin) napisali też list do prezesa Rady Ministrów, w którym wyrazili zaniepokojenie sytuacją wokół TK.
Według informacji podanych przez „Gazetę Wyborczą”, na początku marca 2016 ambasador USA w Polsce Paul W. Jones nieoficjalnie spotkał się z Jarosławem Kaczyńskim i w trakcie rozmowy z nim „stanowczo domagał się odblokowania Trybunału Konstytucyjnego”.
8 lipca 2016 uczestniczący w szczycie NATO w Warszawie prezydent USA Barack Obama podczas bezpośredniej rozmowy z prezydentem RP Andrzejem Dudą poruszył sprawę sporu wokół TK. Następnie w publicznym wystąpieniu stwierdził m.in.: „Wyraziłem w rozmowie z prezydentem Dudą naszą troskę w związku z pewnymi działaniami oraz impasem wokół Trybunału Konstytucyjnego. Podkreśliłem przy tym, że odnosimy się z pełnym poszanowaniem do suwerenności Polski, odnotowałem też, że parlament pracuje nad ważnymi rozwiązaniami ustawodawczymi w tym zakresie, choć wymagać to będzie jeszcze więcej pracy. Jako przyjaciel i sojusznik zaapelowaliśmy do wszystkich stron o wspólne działania dla dobra polskich instytucji demokratycznych”.
Po uchwaleniu 22 lipca 2016 nowej ustawy o TK rzecznik Departamentu Stanu USA Elizabeth Trudeau skrytykowała ten akt prawny oraz stwierdziła także: „Stany Zjednoczone zachęcają polskie władze, aby rozwiązały kwestie sporne, tak aby polskie instytucje demokratyczne oraz system mechanizmów kontrolnych państwa były poszanowane i aby mogły sprawnie funkcjonować”.

#### Inne państwa i organizacje

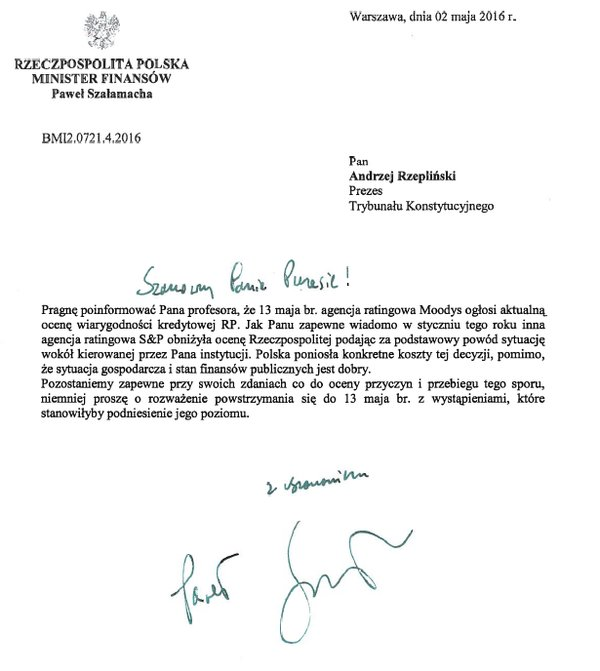
Pismo ministra finansów Pawła Szałamachy z 2 maja 2016 do prezesa TK Andrzeja Rzeplińskiego z prośbą o wstrzymanie się z wypowiedziami dotyczącymi kryzysu do dnia przedstawienia wyników oceny wiarygodności kredytowej Polski przez agencję Moody's

Zaniepokojenie sytuacją w Polsce wyrazili też m.in. minister spraw zagranicznych Luksemburga Jean Asselborn, prezes Federalnego Trybunału Konstytucyjnego Niemiec, prezes Sądu Konstytucyjnego Czech, prezes Sądu Konstytucyjnego Belgii, prezes Sądu Konstytucyjnego Litwy, prezes Sądu Najwyższego Estonii, prezes Sądu Konstytucyjnego Portugalii, Stowarzyszenie Sądownictwa Konstytucyjnego Krajów Regionów Morza Bałtyckiego i Czarnego (BBCJ), European Association for the Defence of Human Rights, International Federation for Human Rights, Amnesty International, Human Rights Watch, Open Society European Policy Institute, EU-Russia Civil Society Forum, Reporterzy bez Granic, organizacje praw człowieka należące do Civic Solidarity Platform, a także 93 inne organizacje, które podpisały się pod apelem do polskich władz oraz przedstawiciele ONZ.
15 stycznia 2016 agencja ratingowa S&P Global Ratings obniżyła rating Polski z A- do BBB+, jako przyczynę wskazując naruszenie równowagi instytucjonalnej w Polsce poprzez zmiany w Trybunale Konstytucyjnym.
2 maja 2016 minister finansów Paweł Szałamacha wystosował pismo do prezesa TK Andrzeja Rzeplińskiego z prośbą o wstrzymanie się z wypowiedziami dotyczącymi kryzysu wokół TK do dnia przedstawienia wyników oceny wiarygodności kredytowej Polski przez agencję Moody's. 13 maja Moody’s utrzymała ocenę wiarygodności kredytowej Polski na poziomie A2, jednak zmieniła perspektywę ratingu ze stabilnej na negatywną.
4 listopada 2016 Komitet Praw Człowieka wśród zaleceń dla Polski wymienił m.in. promulgację i wykonanie wszystkich orzeczeń Trybunału Konstytucyjnego. W 2018 raport Rady Praw Człowieka ONZ wezwał Polskę do cofnięcia zmian naruszających niezależność sądów i równowagę władzy.